# Викторианская медицина
Викторианская эпоха (1837—1901) — период правления королевы Виктории в Англии. Будучи одним из самых долгоправящих монархов в истории, Виктория пробыла на троне 63 года и стала символом Британской империи второй половины XIX века. Викторианская эпоха характеризуется, с одной стороны, отсутствием крупных войн, с другой — промышленным переворотом и урбанизацией. Одним из последствий быстрого развития промышленности стало ухудшение экологической и санитарной обстановки в больших городах, что губительно сказывалось на здоровье их жителей.
Многие черты, характерные для английской медицины во второй половине XIX — начале XX века, относятся и к другим европейским странам в тот же временной период.

## Экологическая обстановка

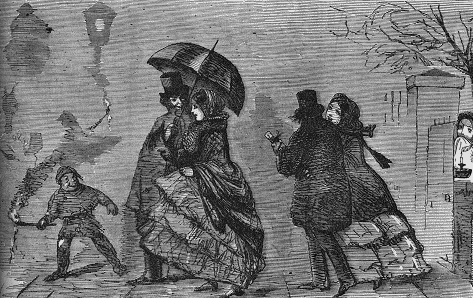
Лондонский туман; карикатура в журнале Punch, 1855 год

Со второй половины XIX века в связи с ростом городов и развитием промышленности, экологическая ситуация в крупных городах и промышленных центрах стремительно ухудшается.
Знаменитые лондонские туманы — это, в сущности, фабричный и бытовой угольный смог, смешивающийся с испарениями Темзы.
В 1853 году в заметках «Блуждания по Лондону» Макс Шлезингер писал: «Туман совершенно непригоден для дыхания: воздух одновременно кажется серовато-желтым, оранжевым и черным, он влажный, густой, зловонный и просто удушающий». Туман, смешанный с угольной пылью, оседал в легких, вызывая различные заболевания дыхательной системы, а также осложнял жизнь хроническим больным и увеличивал среднюю смертность по меньшей мере вдвое в самые неблагоприятные дни. Случаи смерти от асфиксии, случавшиеся чаще всего в ночное время и вызываемые преимущественно отравлением сероводородом или нехваткой кислорода, медицина XIX века объясняла, согласно теории миазмов — ядовитых испарений в воздухе, естественным образом выделяющихся из-под земли при землетрясениях или поднимающихся с болот и разносимых ветром.

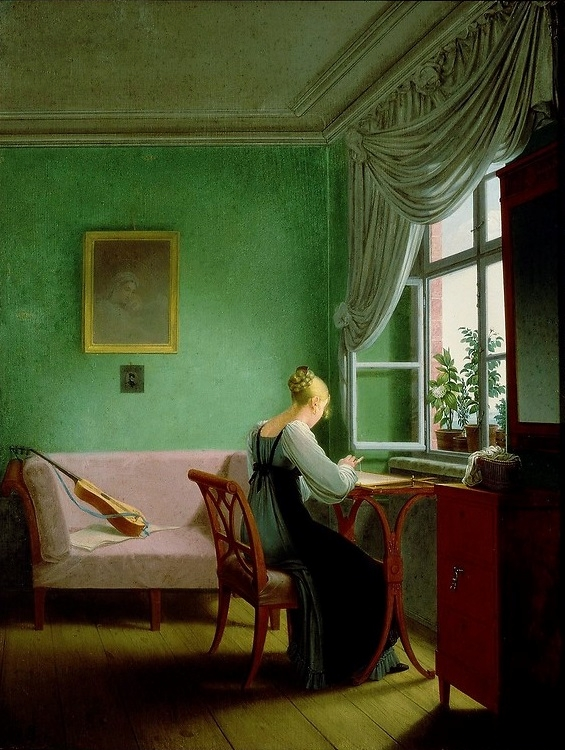
Парижская зелень — высокотоксичная краска с содержанием мышьяка; в викторианскую эпоху этот ярко-зелёный краситель использовался при изготовлении одежды, обоев, игрушек и т.д, что часто приводило к тяжелым отравлениям, порою со смертельным исходом.

В разгар промышленной революции и стремительного освоения новых технологий люди мало задумывались о таких понятиях как загрязнение окружающей среды и токсичность. Множество освоенных в викторианскую эпоху нововведений таили в себе опасность: например, химические краски с добавлением свинца и мышьяка, которые использовались для окрашивания ткани и стен домов, а также при изготовлении обоев. Среди симптомов отравления тяжелыми металлами: головная боль, рвота и колики, нарушения нервной системы вплоть до паралича.
То же самое касается и пищи, особенно хлеба — основного продукта питания бедняков — в который производители добавляли всевозможные примеси, чтобы увеличить объем и сократить затраты. В низкокачественном хлебе, доступном низшим слоям населения, доля примесей (мел, сульфаты, гипс) могла составлять до одной трети. У детей и ослабленных взрослых такой хлеб мог вызвать диарею, приводящую к смерти.
Кроме того, стремительное переселение людей в города в поисках работы означало рост трущоб. Вкупе с нищенским материальным положением большинства рабочих, низким уровнем защиты труда, вовлечением в работу на фабриках максимально социально незащищенных слоев населения — женщин и детей, — все это создавало благоприятную среду для распространения инфекционных болезней, особенно брюшного тифа и холеры, пришедших в XIX веке на смену чуме.

### Канализация

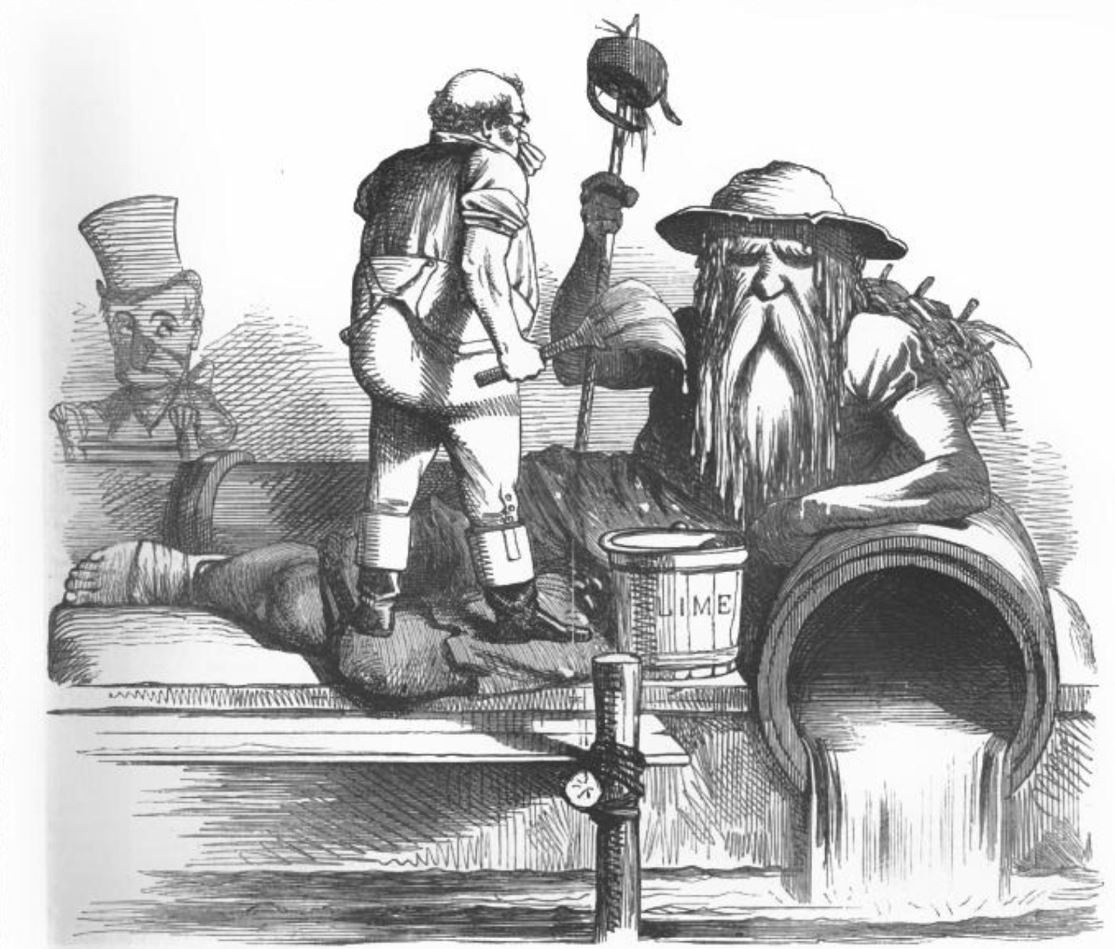
Карикатура журнала Punch, 31 авг. 1858; Работники используют известь, чтобы замаскировать вонь от воды.

Веками во многих европейских городах ближайшая река служила как источником питьевой воды, так и местом, куда сливались и выбрасывались многочисленные отходы. Лондонская канализация представляла собой канавы для стока нечистот, проложенные с небольшим уклоном к Темзе, уносящей стоки в море. Сточные канавы быстро переполнялись, помои и отходы жизнедеятельности людей заливали улицы и рыночные площади, попадали в дома. Когда выгребные ямы переполнялись, их содержимое отводилось по примитивным дренажным трубам в полуоткрытую сточную канаву, проложенную посередине улицы. Жидкость из выгребных ям часто размывала фундаменты, стены и полы жилых домов. Дренажные трубы засорялись, при этом нечистоты разливались под домом и загрязняли колодцы, резервуары с питьевой водой и водопроводы. Из-за скопления метана канализационные трубы часто взрывались, что порою приводило к человеческим жертвам.
К 1815 году население Лондона, стремительно увеличиваясь, достигло 3 миллионов человек. Кроме того, появились сливные туалеты, регулярно очищать выгребные ямы не успевали, и власти официально постановили вывести всю канализацию города (около 200 тысяч сливных ям) в Темзу, причем не ниже по течению, а непосредственно в черте города. Лето 1858 года ознаменовалось для Лондона «великим зловонием» — из-за жаркой погоды вода зацвела, и запах нечистот усилился настолько, что это сказалось на работе Палаты общин: пришлось использовать шторы, пропитанные хлорной известью.
Создателем новой системы канализации Лондона был инженер Джозеф Базэлджет. Его проект был одобрен ещё в 1855 году и на момент «великого зловония» строительство шло уже несколько лет. Продуманная и созданная Базэлджетом система оказалась простой и эффективной, она не только помогла (пусть и не сразу) справиться с загрязнением вод Темзы, но и стала одним из «семи чудес индустриального мира» и функционирует до сих пор.

## Социальная обстановка
Население Англии за полвека увеличилось почти в два раза с 16,8 млн в 1851 году до 30,5 миллионов в 1901-м, и на 57 % выросло количество врачей и хирургов с 14,4 тыс. в 1861 году до 22,7 тыс. в 1901-м (из них 212 были женского пола). То есть, на каждую 1000 человек приходилось 0,7 врачей. Средний возраст мужчин составлял: в 1821 году — 25,13 лет; в 1841 году — 25,49 лет; в 1851 году — 25,87 лет. Такое незначительное увеличение среднего возраста за три десятилетия свидетельствует о том, что рост населения происходил за счёт молодежи.
Согласно статистике, в середине XIX века средняя продолжительность жизни составляла от 15 до 40 лет (естественно, с учётом детской смертности) в зависимости от класса, профессии и местности. Тот факт, что продолжительность жизни была выше в селах, чем в городах, говорит о том, что неблагоприятные факторы городской среды перевешивали большую, в сравнении с селами, доступность медицинской помощи.
В 1848 году был принят Закон об общественном здравоохранении (англ. Public Health Act 1848): в городах начали активно прокладывать канализацию и открывать общественные уборные, проверялось качество воды. Для борьбы с инфекционными заболеваниями появились профессиональные бригады дезинфекторов, которые собирали личные вещи больного и подвергали их термической обработке в специальной печи, а с 1853 года началась всеобщая принудительная вакцинация от оспы.
Возросло количество больниц и лазаретов, причем подавляющее большинство этих заведений было для бедняков и рабочих, и существовало за счёт государства или благотворительных организаций, так как одним из критериев принадлежности к обеспеченному среднему или высшему классу была возможность позволить себе вызывать врача на дом и получать лечение в домашних условиях. То же самое относится и к родам — обеспеченные женщины рожали дома, лишь при необходимости прибегая к услугам врача, роддома и родильные отделения предназначались для женщин из самых малообеспеченных слоев.

## Персоналии

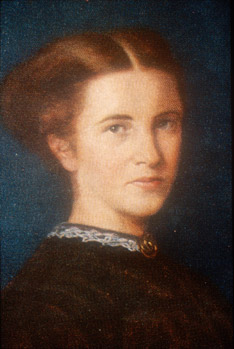
Элизабет Гаррет Андерсон (1836—1917) — английская женщина-врач и деятель феминистического движения. Во многом благодаря Андерсон и её многолетней борьбе были сняты многие из ограничений для женщин в профессиональной медицине.
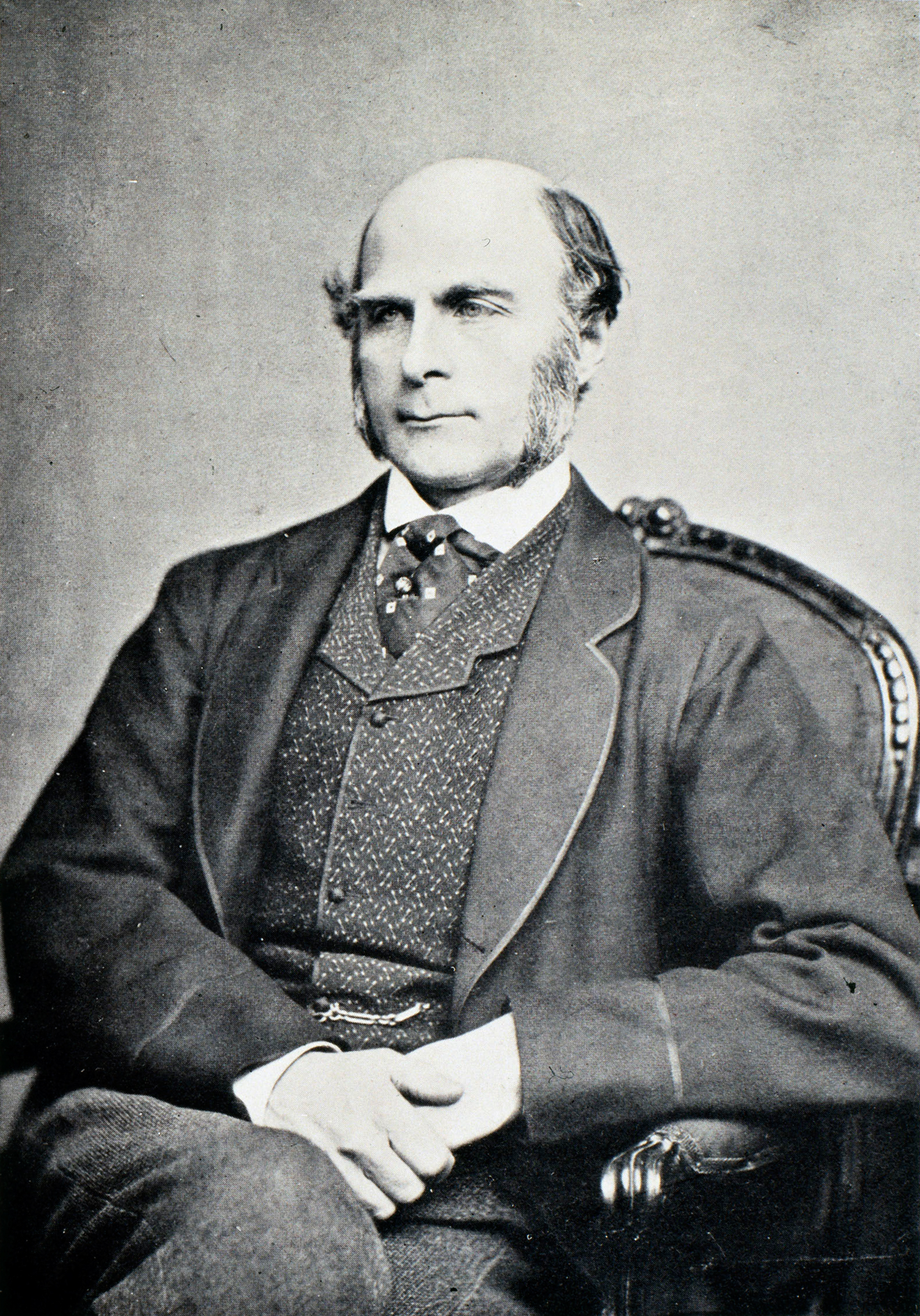
Сэр Фрэнсис Гальтон (1822—1911) — английский ученый множества академических направлений, известный своими исследованиями человеческого интеллекта. Одни из основоположников учения евгеники.
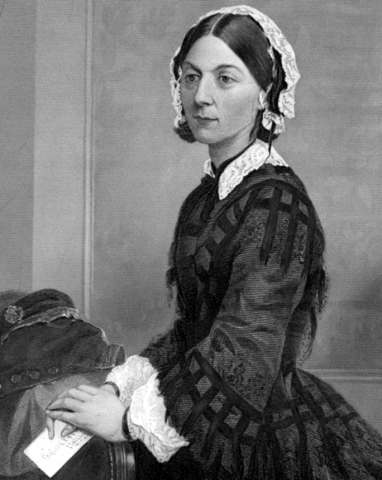
Флоренс Найтингейл (1820—1910) — сестра милосердия и общественный деятель. Добилась оснащения больниц системами вентиляции и канализации; чтобы больничный персонал проходил необходимую подготовку; и велась строгая статистическая обработка всей информации.
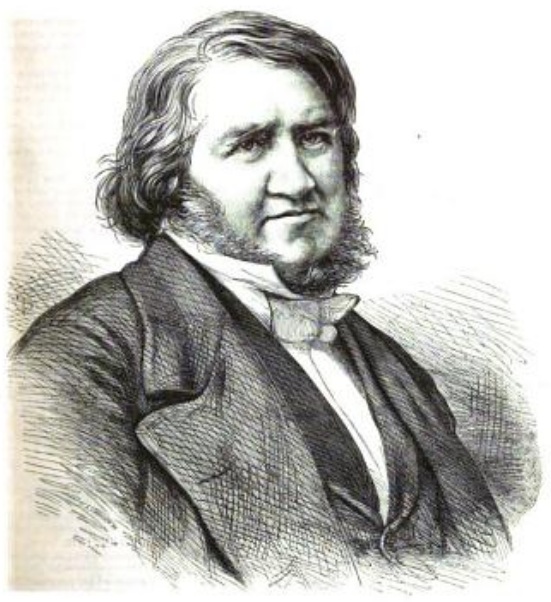
Сэр Джеймс Янг Симпсон (1811—1870) — шотландский акушер, гинеколог и хирург, первый применивший наркоз, сперва эфиром, а затем хлороформом при всякого рода операциях. Разработал способ профилактического поворота плода и усовершенствовал некоторые медицинские инструменты.

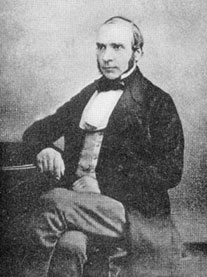
Джон Сноу (1813—1858) — один из основателей современной эпидемиологии и более всего известен изучением вспышки холеры в Лондоне в 1854 году; один из пионеров внедрения анестезии в медицине.
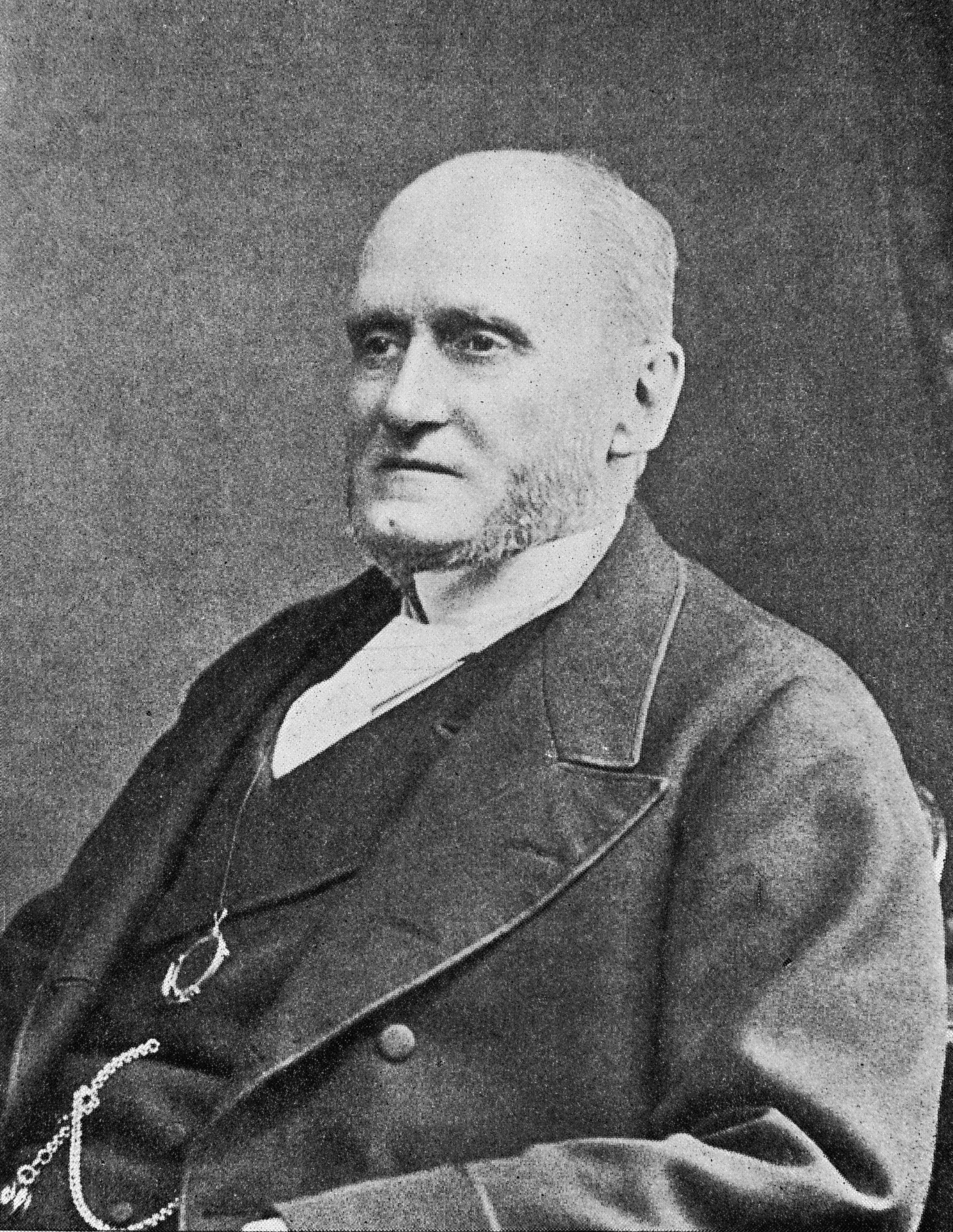
Джон Рассел Рейнольдс (1828—1896) — терапевт, невролог и фармаколог, доктор медицины, редактор и автор капитального труда «System of Medicine»; занимался исследованиями эпилепсии и лечебных свойств конопли.
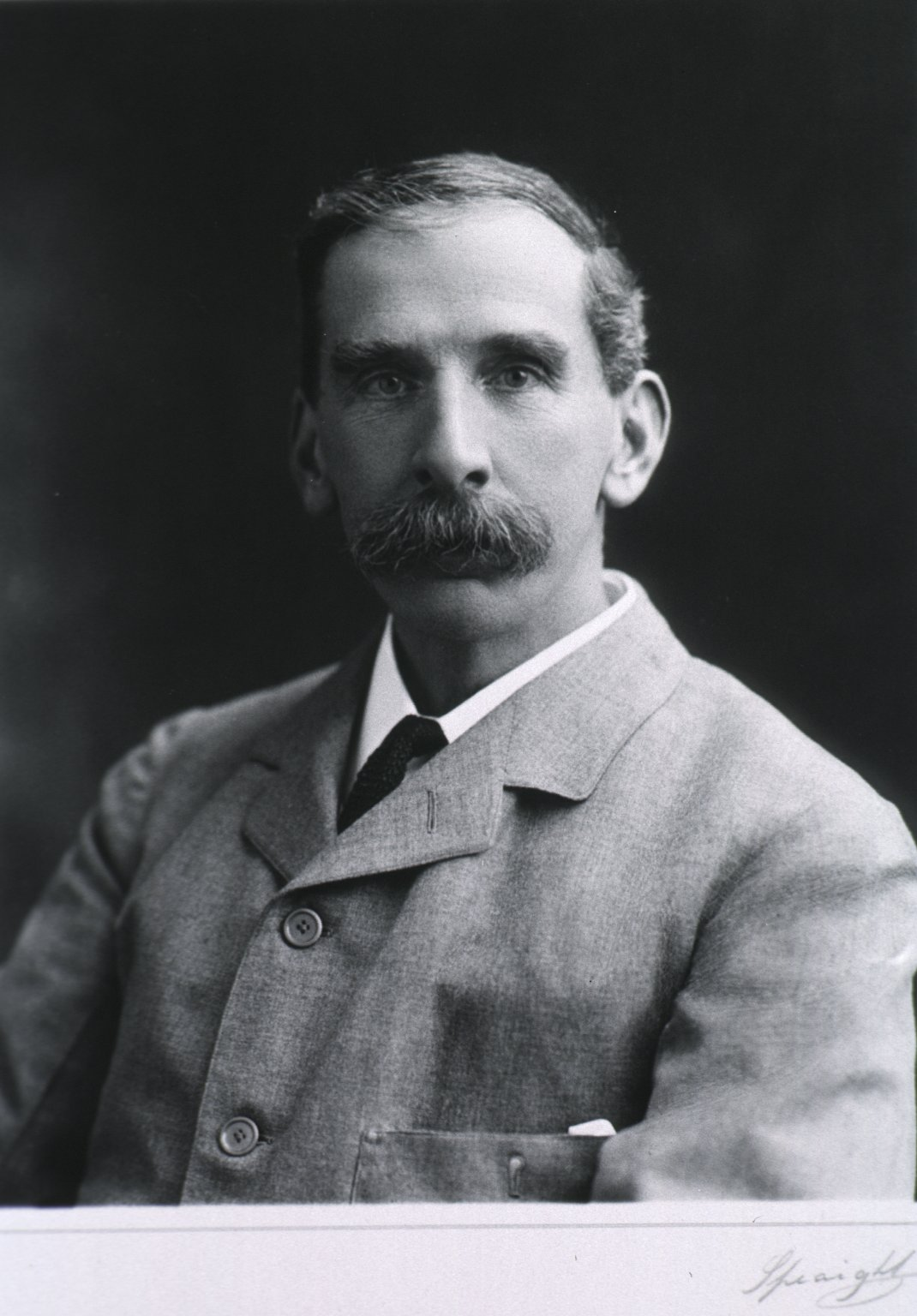
Виктор Хорсли (1857—1916) — нейрофизиолог, хирург, основоположник мировой нейрохирургии. Произвел первую операцию по удалению спинальной опухоли, внес большой вклад в лечение микседемы и многих нейрохирургических заболеваний.
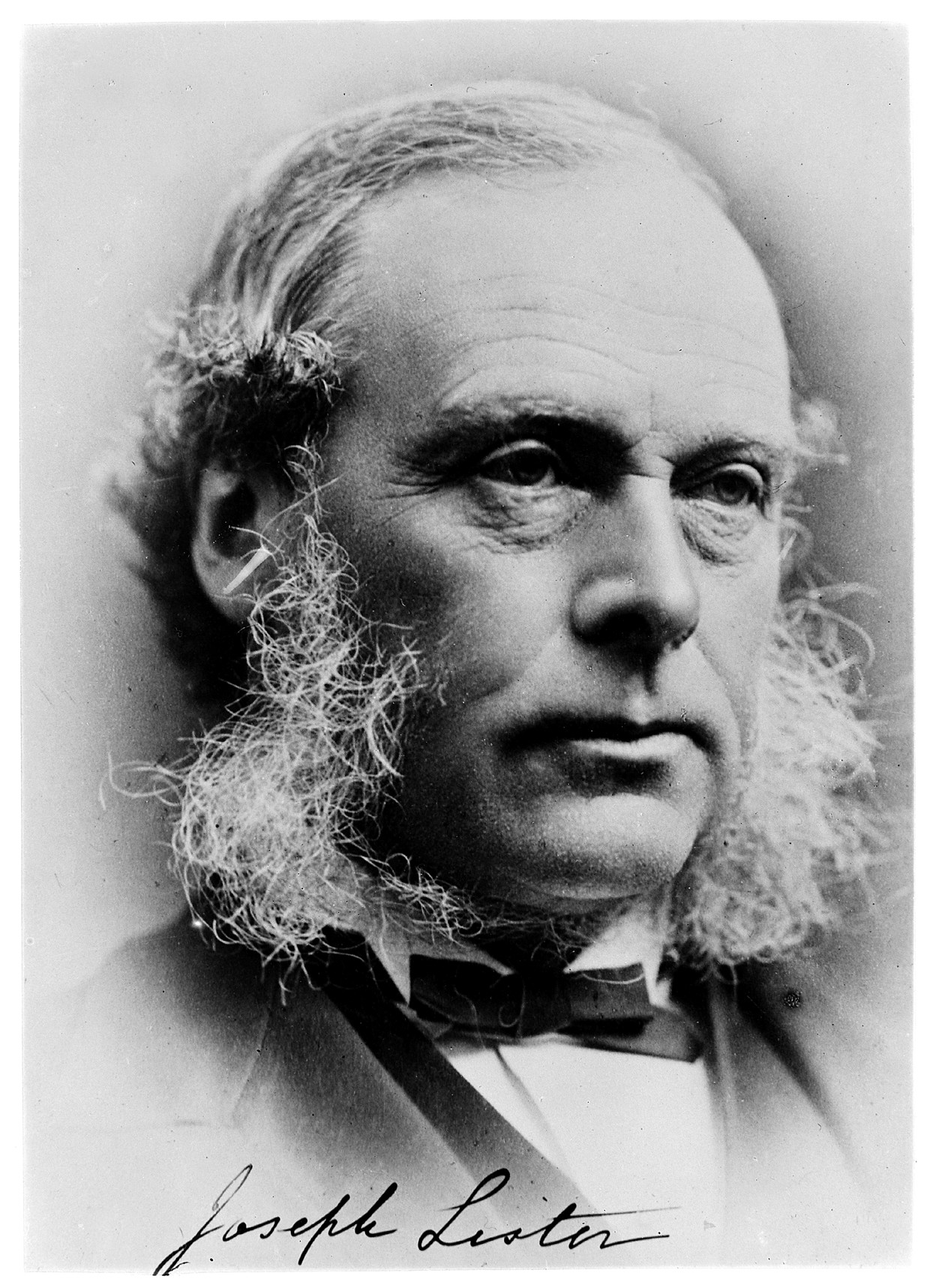
Джозеф Листер (1827—1912) — крупнейший английский хирург и учёный, создатель хирургической антисептики; автор многих работ по анатомии, гистологии и микробиологии.

## Инфекционные заболевания

### Детские болезни

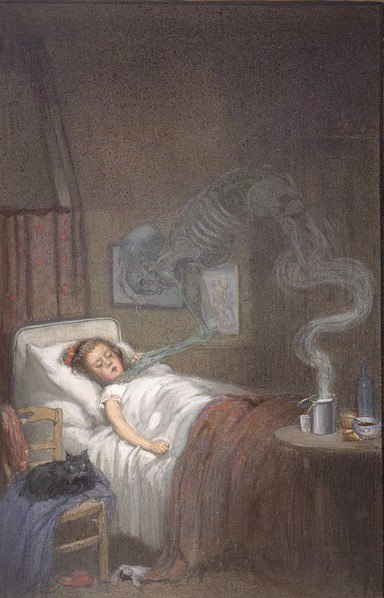
Ричард Теннант Купер. Призрачный скелет, душащий ребёнка; символизирует дифтерию.

Термин «детские болезни» применяется к инфекционным заболеваниям, которыми болеют в основном в детском возрасте, к ним относятся: корь, краснуха, скарлатина, дифтерия, коклюш, эпидемический паротит (свинка) и другие. До открытия и внедрения антибиотиков в середине XX века эти болезни, сейчас практически побеждённые, часто приводили к смерти новорождённых и детей более старшего возраста.
Детская смертность статистически разнилась в зависимости от класса и материального состояния родителей. В то время как в обеспеченных семьях детям могли обеспечить надлежащий уход и лечение в случае необходимости, дети из малообеспеченных семей зачастую не получали даже достаточно хорошего питания и приемлемых санитарных условий, не говоря уже о лечении. Кроме того, в викторианской Англии существовали так называемые «погребальные клубы», в которых можно было застраховать жизнь своего ребёнка, чтобы в случае его смерти получить деньги на похороны (при этом сумма была на несколько фунтов больше, чем обходились самые дешевые похороны). Известные случаи намеренного умерщвления детей, а также намеренного неоказания медицинской помощи ребёнку с целью получения этих денег.
Из девяти детей королевы Виктории все девять достигли взрослого возраста (хотя Виктория была носительницей гена гемофилии и передала его своим детям, поэтому впоследствии многие её внуки и правнуки, страдавшие нарушением свертываемости крови, умирали в детстве или в относительно молодом возрасте от травм и несчастных случаев). Третий ребёнок Виктории, Алиса, герцогиня Гессенская, умерла в возрасте 35-ти лет от дифтерии, поразившей гессенский двор в 1878 году. От болезни скончалась и её младшая дочь, четырехлетняя Мэй. Утешая своего больного сына после этого известия, герцогиня поцеловала его, в результате чего заразилась сама и скончалась.
Архиепископ Кентерберийский, Арчибальд Тэйт, потерял пятерых детей, скончавшихся в 1856 году от скарлатины.

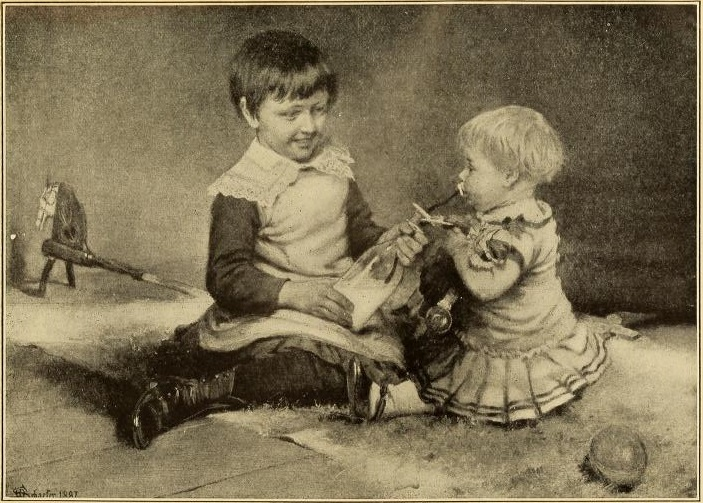
Старший ребёнок кормит сестру из бутылочки с узкой трубкой. Иллюстрация из книги по домоводству, 1906.

Ещё одной опасностью, могущей привести к смерти, были детские бутылочки с узкой трубкой и резиновой соской на конце. Эти трубки невозможно было промыть или стерилизовать. Считалось, что бутылочки можно менять не чаще, чем раз в несколько недель, вследствие чего в трубке накапливались бактерии, вызывающие у детей диарею, зачастую приводящую к смерти.
Викторианцы тяжело переживали смерть детей, что нашло отражение в викторианском культе смерти: в моду вошли траурные украшения из волос покойных, посмертные фотографии (в том числе множество детских), «траурные куклы», которые помещали на могилу умершего ребёнка. Также тема детской смертности нашла отражение в литературе того времени, в произведениях Диккенса, Олкотт, Гаскелл и других. Так, читающая публика по всему миру была поражена и опечалена смертью малышки Нелл, главной героини романа Чарльза Диккенса «Лавка древностей».

### Холера

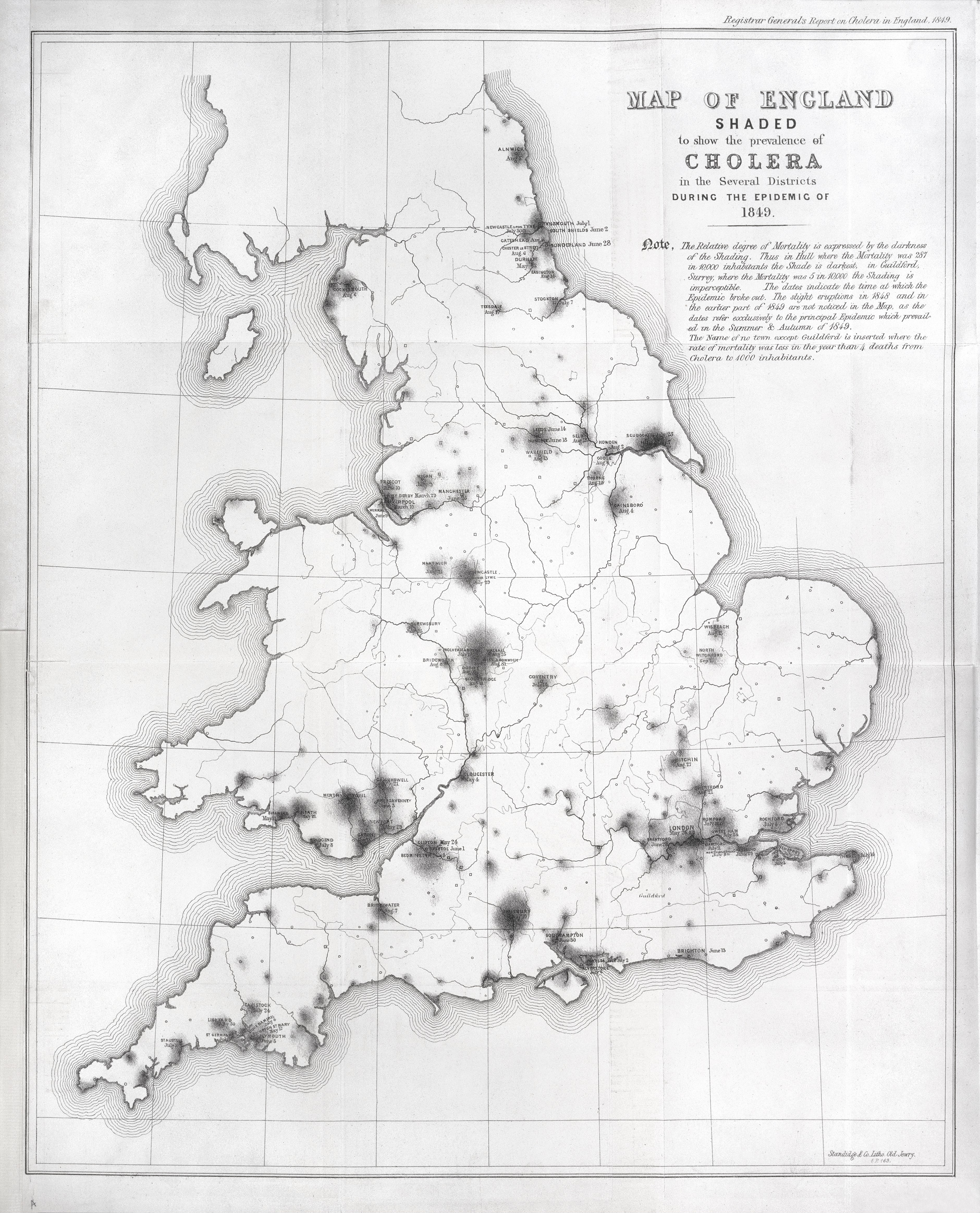
Карта Англии с указанием распространения холеры, 1849 год.

Холера — это острая кишечная инфекция, вызываемая холерным вибрионом и приводящая к тяжелому обезвоживанию, без лечения оканчивающемуся смертью. Холерный вибрион был впервые открыт Филиппо Пачини в 1854 году (что было проигнорировано медиками из-за преобладания среди итальянских учёных теории о заражении холерой миазмами через воздух). Вибрион был повторно и независимо обнаружен Робертом Кохом в 1883 году.
Хотя холера известна с глубокой древности, до XIX века заболевание локализовалось на юге Азии. В 1829 году болезнь из Индии по торговым путям проникла в Европу и Северную Америку и не покидала эти регионы в течение почти сотни лет. Холеру называли «чумой XIX века», поскольку она заняла место бубонной чумы, считавшейся уже побеждённой в развитых странах, и приносила столь же чудовищное опустошение.
Всего в результате холеры умерли десятки миллионов человек по всему миру и сотни тысяч в Великобритании. Так, в ходе двухлетней эпидемии в Англии и Уэльсе в 1840-х годах умерло около 52,000 человек, из них в Лондоне — 14,137 умерших. В 1849 в портовом городе Ливерпуле умерло 5,308 человек.
Заражение в сентябре 1854 года нескольких сотен человек в самом центре Лондона шокировало викторианскую Англию и, благодаря исследованиям Джона Сноу, стимулировало усовершенствование систем водоснабжения и канализации.
Джон Сноу скептически относился к господствовавшей в то время «теории миазмов», согласно которой причиной болезней типа холеры и чумы был «нездоровый воздух». Сноу опросил местных жителей и пришёл к выводу, что источником распространения холеры является водоразборная колонка на Брод-стрит. Сноу не смог определить опасность воды лабораторными методами, однако со всей настойчивостью смог убедить местные власти снять с колонки рукоять насоса. Публика расценила это событие как причину прекращения эпидемии, однако вполне могло быть, что вспышка холеры уже шла на спад.

### Туберкулёз
Туберкулёз лёгких или чахотка — медленно прогрессирующее инфекционное заболевание, поражающее лёгкие. Классические симптомы туберкулёза — длительный кашель с мокротой, иногда с кровохарканьем, появляющимся на более поздних стадиях, лихорадка, слабость, ночная потливость и значительное похудение.

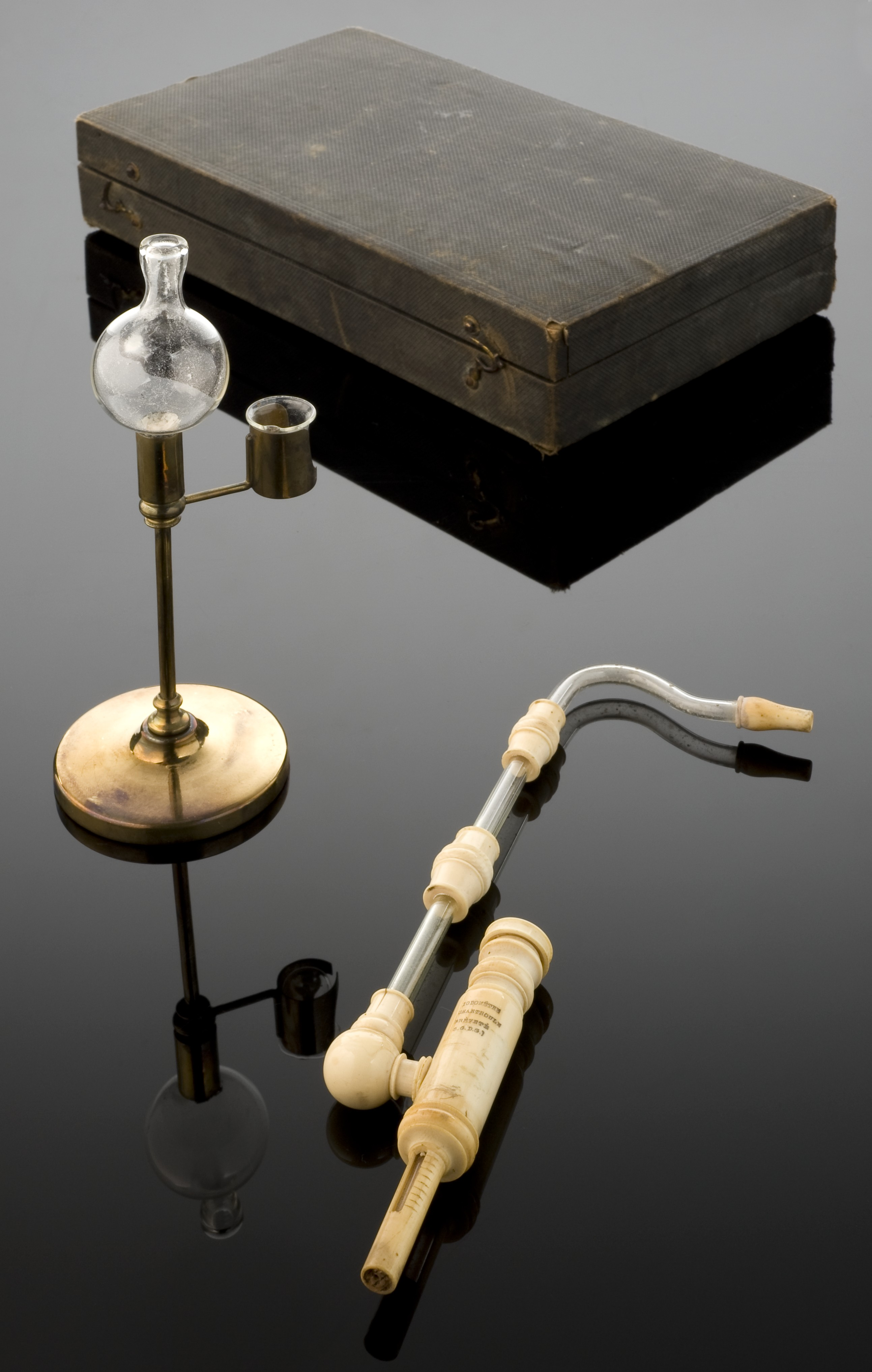
Аппарат доктора Шартуля для лечения туберкулёза при помощи йода. Вещество помещалось в колбу и пары вдыхались через трубку с мундштуком. Франция, 1830—1870 гг.

Туберкулёз в XIX веке поражал все слои населения, включая аристократию, хотя более всего ему были подвержены заключённые и работники прядильных фабрик, где туберкулёз распространялся вместе с пухом и пылью. Считается, что именно туберкулёз выкосил всю семью Бронте: две старшие дочери Патрика Бронте умерли в 1825 году в детском возрасте, а четверо младших детей скончались до сорока лет. Бренуэлл и Эмили умерли в 1848 году, через несколько месяцев — Энн в возрасте двадцати девяти лет, и, наконец, в 1855 году Шарлотта, дожившая до тридцати восьми (впрочем, в отношении Шарлотты, смерть которой наступила от истощения, биографы предполагают разные причины смерти).
В середине XIX века в среднем 60,000 детей умирали ежегодно от туберкулёза. От туберкулёза умерла в 1851 году старшая дочь Чарльза Дарвина — десятилетняя Энни. Смерть горячо любимой дочери стала последней каплей, которая отвратила уже сомневающегося Дарвина от идеи всеблагого Бога.
Из-за неспешного развития и невыраженности симптомов, многие из которых схожи с другими заболеваниями, туберкулёз зачастую диагностировали слишком поздно. Туберкулёз на начальных стадиях в то время считался даже привлекательным — у женщин, поражённых этой болезнью, был бледный цвет лица (что объяснялось выхаркиванием «плохой», «грязной» крови и очищением организма) и блестящие, выразительные за счёт расширенных зрачков глаза. Чтобы добиться такого же эффекта многие здоровые женщины капали в глаза белладонну и натирали кожу разными средствами, в том числе с содержанием свинца и мышьяка.
Для лечения туберкулёза применялись всевозможные средства, однако, большинство из них были малоэффективны, поскольку туберкулёз плохо поддается даже современному лечению.

Типичные методы лечения чахотки в XIX веке включали в себя:
- Кровопускание. Поскольку одним из симптомов болезни было кровохарканье, которое, с точки зрения теории гуморов, указывает на избыток крови, удаление «лишней», «грязной» крови должно было способствовать исцелению.
- Смена климата. Эмпирически было замечено, что чахотка прогрессирует быстрее во влажном и холодном климате, а наиболее благоприятными для больного условиями является чистый морской воздух и теплая погода. По качествам атмосферы деревня считалась лучше города, юг — лучше севера, высокая хорошо проветриваемая местность лучше низин (за исключением приморских курортов).
- Самыми распространёнными рекомендациями были соблюдение диеты и частые прогулки на свежем воздухе. Поскольку причину туберкулёза видели во всякого рода неумеренности и волнении, врачи предписывали есть простую пищу без выраженного вкуса и запаха (бульоны, рис, несладкие плоды, молоко).[18]

### Тиф

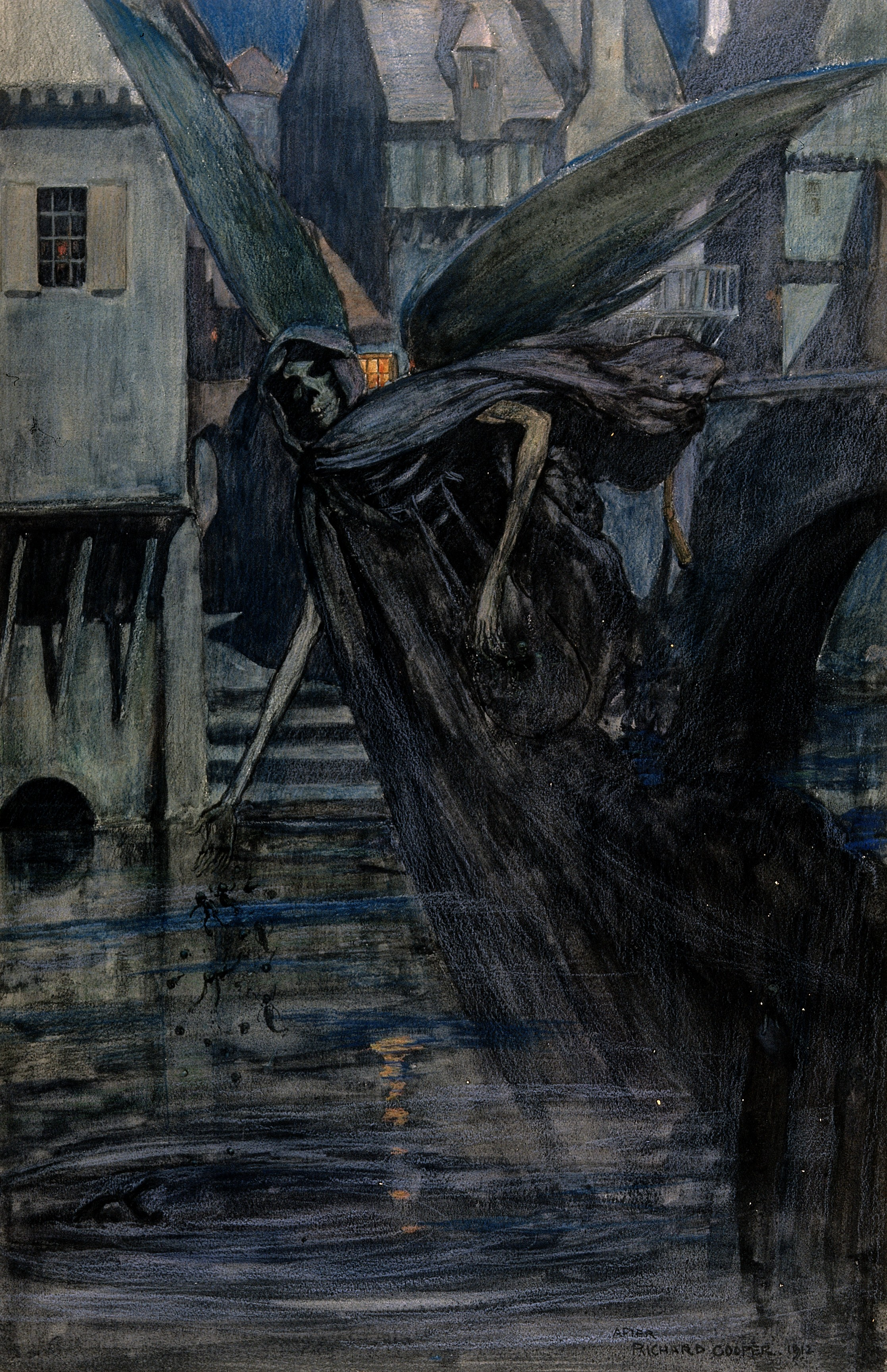
Ричард Теннант Купер. Ангел смерти (темный крылатый скелет) бросает смертоносное вещество в реку вблизи города; символизирует брюшной тиф.

Тиф — острое инфекционное заболевание, сопровождающееся лихорадкой и интоксикацией. Наиболее известны сыпной тиф, брюшной тиф и возвратный тиф. До первой половины XIX века эти группы заболеваний считались одним. Брюшной тиф был выделен в отдельную группу в 1829 году, а возвратный тиф — в 1843 году. Сыпной и возвратный тиф переносятся паразитами человека (вши, клещи), брюшной тиф — через заражённую воду, реже бытовым путём (см. статью: Тифозная Мэри).
Заболеваемость тифом увеличивается в военное время, а также в условиях скученности людей при плохой санитарии, как это происходило в рабочих трущобах. После эпохи Наполеоновских войн тиф снова активировался в конце 1830-х, затем — в 1846—49 годах во время Великого голода в Ирландии. Из Ирландии вместе со спасающимися от голода иммигрантами тиф проник в Англию, где его стали называть «ирландской лихорадкой». Тем же путём болезнь распространилась на Северную Америку, где унесла огромное количество жизней. В Канаде, бывшей тогда британской колонией, в 1847—48 годах умерло от тифа 20,000 человек.
Брюшной тиф, распространяясь тем же путём, что и холера, зачастую поражал одновременно с ней те же регионы, что приводило к ещё большему количеству жертв. Эпидемия 1848 года была особенно тяжелой для Англии, потому что в стране одновременно свирепствовали тиф, холера и грипп. Такие явления побуждали современников предполагать родственность упомянутых болезней и возможность перехода одной болезни в другую — например, грипп рассматривался как начальная стадия холеры.
Считается, что именно брюшной тиф стал причиной смерти принца Альберта, мужа королевы Виктории. Однако современные исследователи сомневаются в этом диагнозе, так как Альберт страдал от болей в области живота по крайней мере за два года до смерти. Возможной причиной его смерти мог стать рак желудка, хотя нельзя исключать, что брюшной тиф действительно совпал с неким хроническим заболеванием. Брюшным тифом болел и принц Уэльский, будущий король Эдуард VII — однако, в отличие от своего отца, с благополучным исходом.

## Методы лечения

### Хирургия

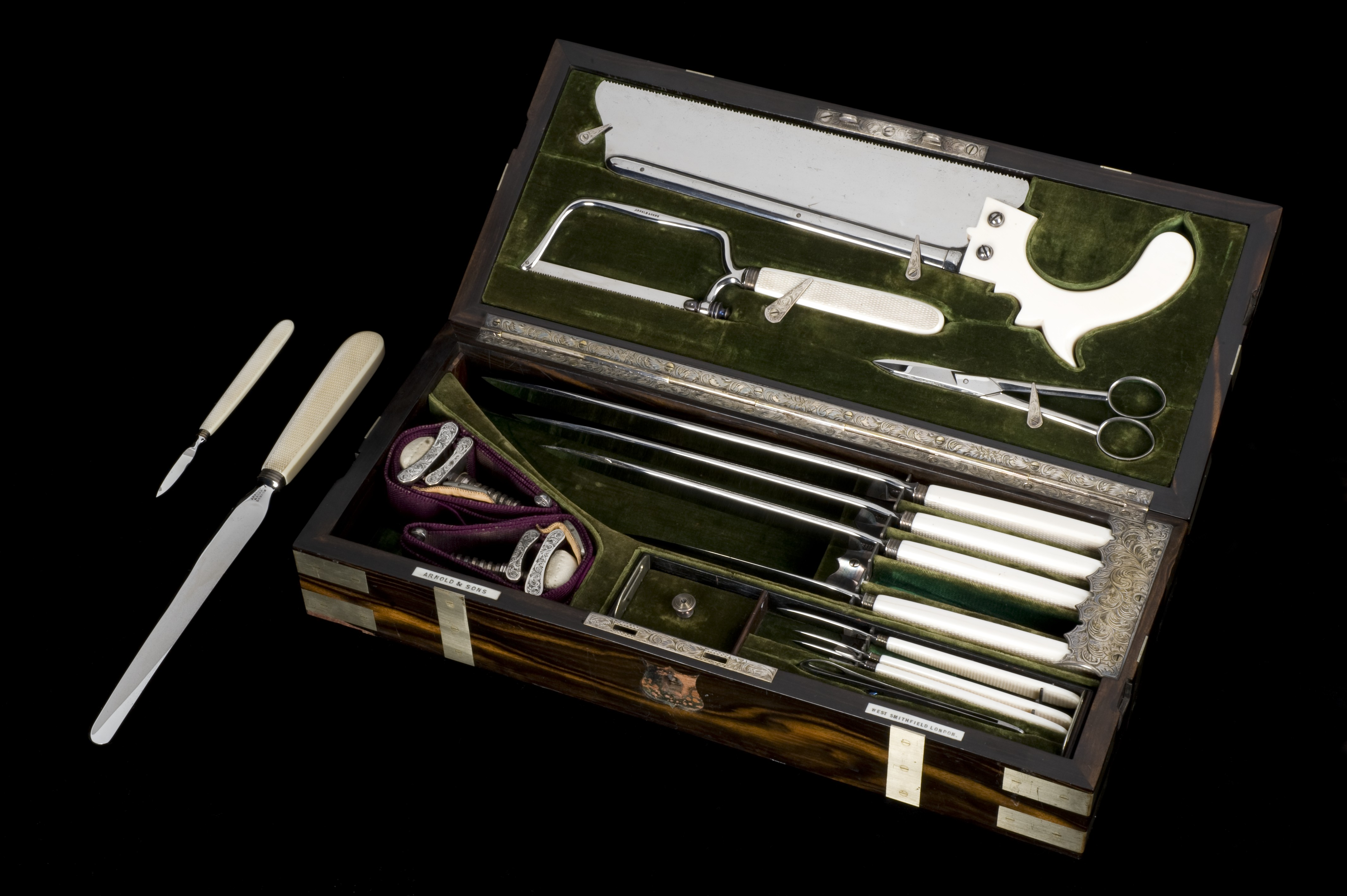
Набор стальных хирургических инструментов для ампутаций, Лондон, 1866—1871 гг.

В XIX веке хирургия продолжала стремительно развиваться. В военное время широко практиковались ампутации конечностей, необходимые при возникновении некроза или раздроблении костей. Из-за отсутствия анестезии ампутации требовалось производить как можно быстрее, от 30 секунд до нескольких минут. Для того, чтобы уменьшить кровопотерю при операциях на конечностях, использовались специальные приспособления для сжатия артерий в районе плеча или бедра. Широко практиковалось операбельное лечение различных крупных опухолей, например, удаление груди при раке молочной железы.
До открытия наркоза (1846), антисептики (1867) и переливания крови, наиболее частыми причинами смерти пациентов во время операбельного вмешательства были потеря крови, шок или послеоперационный сепсис. Первые попытки осуществить переливание крови производились ещё до XX века, однако из-за отсутствия представления о совместимости групп крови успех такого вмешательства зависел от воли случая. Два известных успешных переливания крови от человека к человеку в XIX веке были осуществлены британским акушером Джеймсом Бланделлом в 1818 и петербургским акушером А. М. Вольфом в 1832 году: в обоих случаях кровь переливалась роженицам от их мужей, в обоих случаях кровь подошла и переливание помогло спасти жизни женщин. Лишь в 1900 году Карл Ландштейнер открыл первые три группы крови.
Со второй половины 1840-х начинается эра внедрения наркоза в оперативную хирургию. В 1846 году американский химик Джексон и зубной врач У. Мортон применили вдыхание паров диэтилового эфира при удалении зуба. В том же году американский хирург Уоррен удалил опухоль шеи под эфирным наркозом. В 1847 году английский акушер Дж. Симпсон для наркоза применил хлороформ и добился выключения сознания и потери чувствительности. Так было положено начало общему обезболиванию — наркозу.
В 1860-е английский хирург Джозеф Листер, развив теорию своего предшественника, Луи Пастера, открыл метод антисептики при помощи карболовой кислоты: вещество распыляли в операционной, омывали им руки хирурга, а после операции накрывали рану марлей, пропитанной карболкой.

### Наркотики

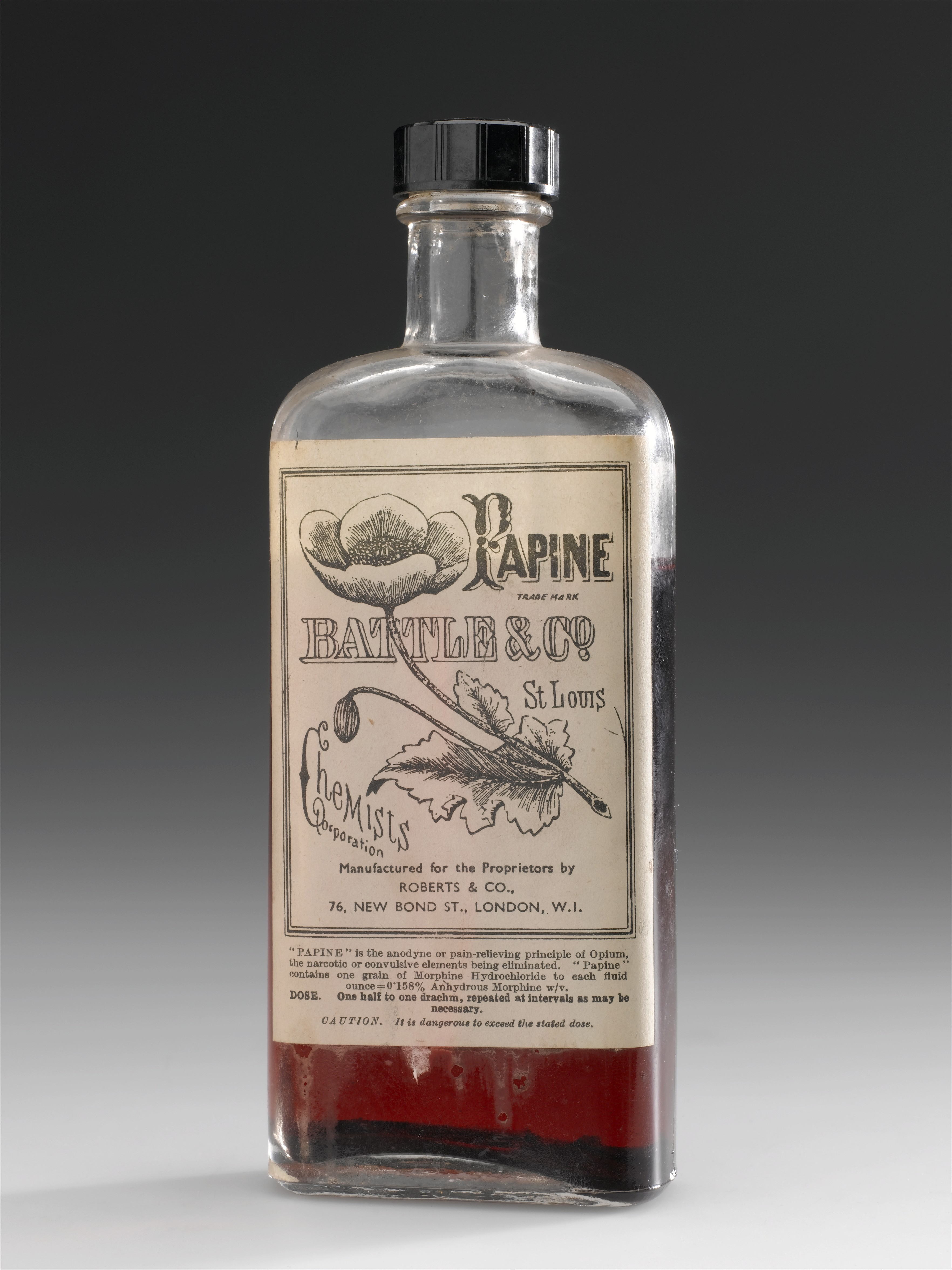
Бутылочка опийного болеутоляющего. Лондон, 1890—1920 гг.

С 1840-х годов до начала XX века в Великобритании употребление наркотических веществ было чрезвычайно распространено. Некоторые исследователи связывают это с жесткими антиалкогольными законами, из-за которых опиум, считавшийся лекарственным средством, стоил дешевле, чем алкоголь. Опиумная наркомания была чрезвычайно распространена в Англии, где, по некоторым данным, 5 % населения регулярно употребляли опиум.
Средства с содержанием опиума, например, лауданум (опийная настойка на спирту; в 25 каплях лауданума содержалось около 60 мг или 1 гран опиума), считались универсальными лекарствами от множества болезней, распространялись свободно, стоили относительно недорого и рекомендовались даже детям. Наркотики использовались как средство от диареи, от бессонницы, для лечения нервных болезней, как доступное обезболивающее при всех видах боли, как средство от простуды и кашля.
В некоторых семьях наркотики и алкоголь использовались как успокоительное и снотворное средство для маленьких детей. Зачастую младенцы, находящиеся постоянно в состоянии наркотического опьянения, умирали не от передозировки, а от голода, поскольку наркотики резко снижали их аппетит и сонный ребёнок не мог активно сосать грудь.
Несмотря на то, что негативные последствия наркотической зависимости осознавались уже тогда, производители наркотических «лекарств» заявляли в рекламе, что все негативные эффекты ими удалены, и лекарства на основе наркотических веществ продолжали активно использоваться и в первой половине XX века. В Англии первый закон, ограничивающий оборот наркотиков, был принят в 1868 году: было запрещено употребление опиума без назначения врача.

### Кровопускание

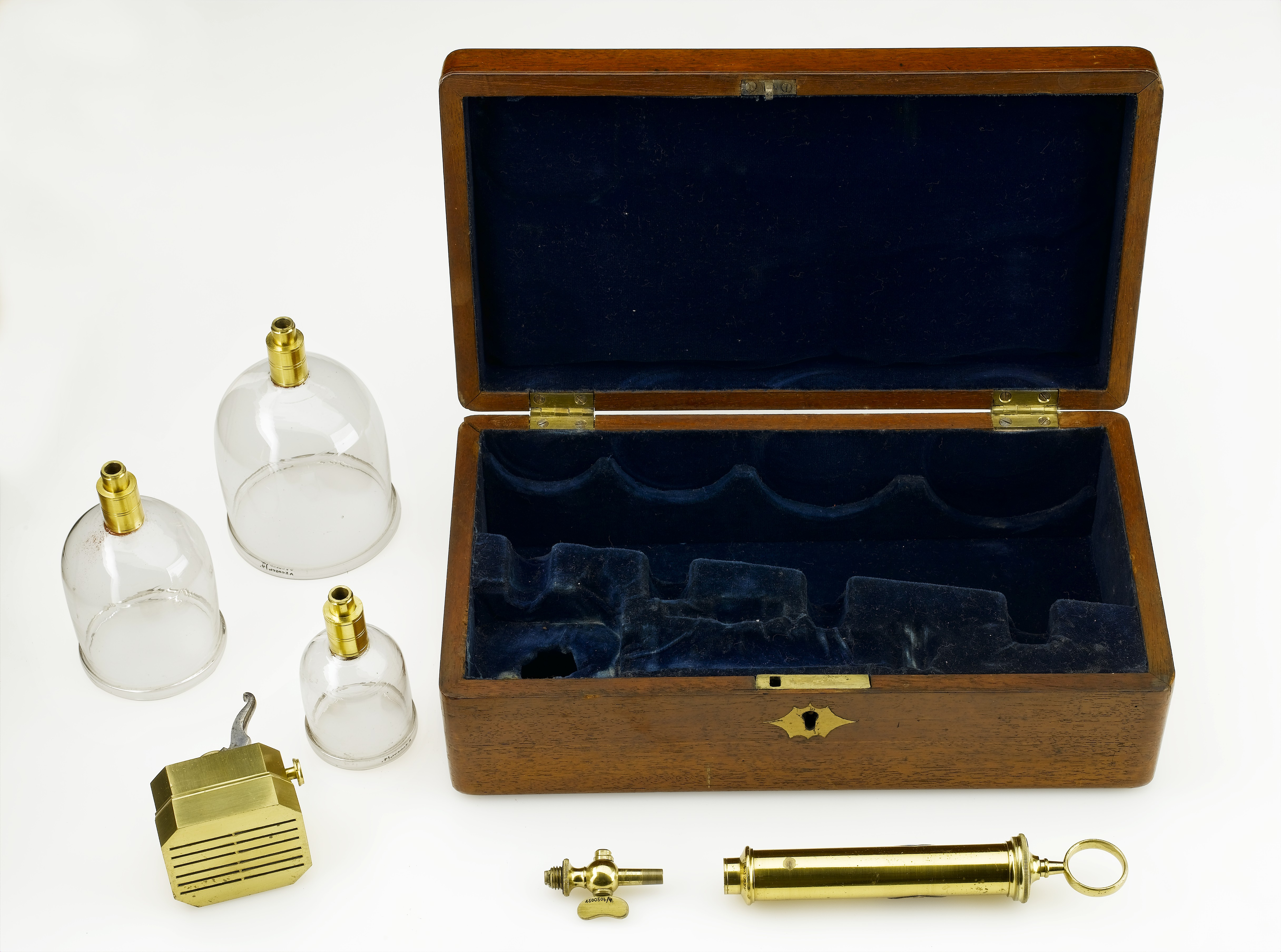
Набор для кровопускания, состоящий из специальных стеклянных сосудов со шприцем, предназначенных для обеспечения притока крови к определённому участку тела, и скарификатора с двенадцатью лезвиями. Англия, 1831—1870 гг.

Практика медицинского кровопускания основывается на античной теории гуморов — четырёх основных жидкостей, баланс которых определяет здоровье человека. Согласно учению Гиппократа, в теле человека циркулируют четыре вида жизненных соков: кровь, флегма (слизь), желчь и чёрная желчь. Согласно этой теории, господствовавшей в европейской медицинской науке в течение двух тысячелетий, болезнь вызывает дисбаланс жидкостей, который можно восстановить, удалив избыток одной из них. Кровопускание осуществлялось двумя основными методами: с помощью пиявок (гирудотерапия) и путём надрезания вены, например, ланцетом или скарификатором. Объем выпускаемой таким способом крови составлял от нескольких десятков до сотен миллилитров.
Явным признаком избытка крови, требующей удаления, были любые кровотечения, в том числе менструальные, а также воспалительные процессы. Хотя уже со второй половины XIX века в медицинской среде начали высказываться мнение о нецелесообразности кровопускания, метод пользовался большой популярностью вплоть до начала XX века.

### Гомеопатия

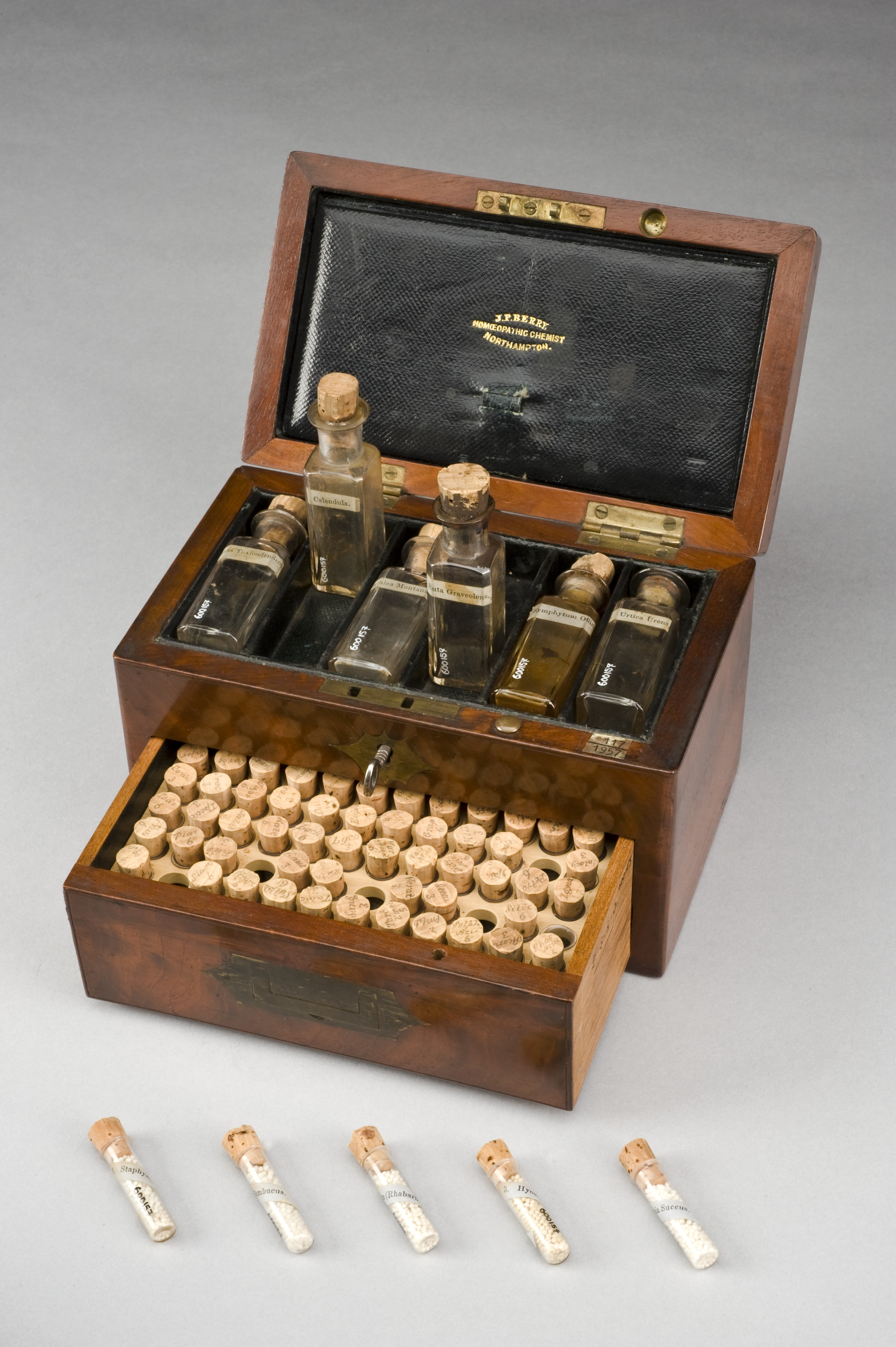
Гомеопатическая аптечка, содержащая 75 лекарственных средств в стеклянных сосудах. Англия, Нортгемптоншир, XIX век.

Гомеопатия — это метод альтернативной медицины, не признаваемый сегодня, суть которого сводится к лечению микроскопическими дозами лекарственного вещества. Собственное учение о гомеопатии создал в конце XVIII века Христиан Фридрих Ганеман (1755—1843), адаптировав античный принцип «лечить подобное подобным» и проведя ряд собственных опытов, которые подтвердили его теорию. C 1790-х до своей смерти Ганеман пропагандировал и распространял своё учение, у которого тут же нашлись последователи.
Гомеопатия, как и другие нетрадиционные методы лечения, завоевала популярность в среде среднего класса, поскольку по социальным нормам того времени обеспеченному человеку считалось неприличным посещать больницы для бедных, в то время как услуги частного врача были слишком дороги. Гомеопатия же представляла собой альтернативу.
В Англии гомеопатия введена доктором Фредериком Куином, учеником Ганемана, который организовал Британское Гомеопатическое общество в 1844 году и основал Лондонскую гомеопатическую больницу в 1849 году. Со второй половины — конца XIX века в Англии существовало несколько конкурирующих направлений гомеопатии. Значимым гомеопатическим обществом был т. н. Куперовский клуб, куда входили четыре человека: Роберт Томас Купер (1844—1903), Томас Скиннер (1825—1906), Джеймс Комптон Бернетт (1840—1901) и Джон Генри Кларк (1853—1931). Они встречались еженедельно в Лондоне, чтобы обсудить все гомеопатические вопросы, примерно на протяжении периода 1880—1900-х годов.

## Рабочий вопрос

### Профессиональные заболевания
Самыми уязвимыми для разного рода травм и профессиональных заболеваний были рабочие фабрик и шахт. Помимо плохого питания, низкого уровня гигиены, изнуряющего физического труда по 12-16 часов в сутки, рабочие страдали от вредных и ядовитых отходов производства, таких как тяжелые металлы и угольная пыль. Кроме того, нередкими были несчастные случаи на производстве — взрывы и аварии на фабриках и шахтах, спровоцированные, с одной стороны, низкой квалификацией самих рабочих, которые пренебрегали индивидуальными мерами предосторожности, с другой — жадностью промышленников, не заботящихся о безопасности производства.
- Астма, сопровождающаяся выхаркиванием угольной пыли, называлась в среде шахтёров «черные плевки»; работавшие под землёй в течение нескольких лет потом страдали от этого недуга до конца жизни, даже когда уже давно не спускались в шахты.

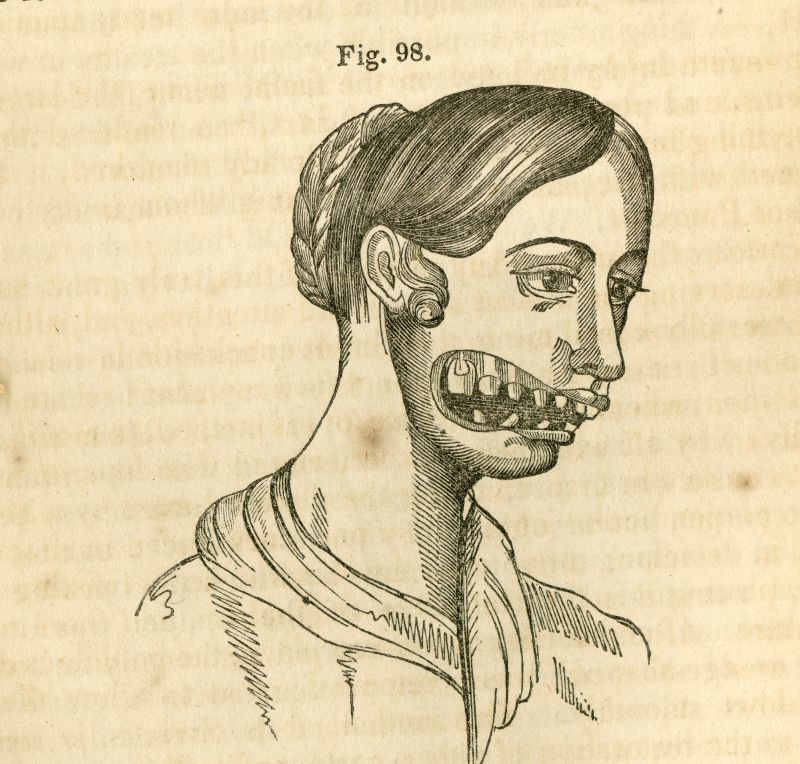
Рисунок девушки с «фосфорной челюстью» — некрозом, вызванным отравлением фосфором.

- Женщины и девушки, изготавливающие спички, нередко страдали от некроза челюсти, вызванного фосфором.[26] Рабочие вдыхали фосфор, ели, склонившись над фосфорной массой, наспех мыли руки, а при зубной боли натирали десны все той же фосфорной спичкой. Результатом было отравление, которое доктора описывали в цветистых подробностях: сначала пациент жаловался на зубную боль и нарывы на деснах, из нарывов сочился гной, выпадали зубы, постепенно обнажались кости челюсти, начинался некроз. Через несколько лет пациент умирал, а если все же излечивался, до конца дней оставался изуродованным. Подробнее см. статью: Забастовка работниц лондонской спичечной фабрики (1888)
- После того как в 1840-х на север Англии начали завозить альпака, верблюжью шерсть и мохер, среди работников ковровых заводов разразилась эпидемия сибирской язвы, и вспышки продолжались вплоть до 1890-х. В первый день больной жаловался на затруднённое дыхание, головокружение, озноб, боль в горле, рвоту и сонливость, на второй лежал пластом, а к третьему успевал умереть. В Англии сибирскую язву называли Woolsorter’s Disease (то есть «болезнь сортировщиков шерсти»).
- Профессиональной болезнью трубочистов был рак кожи от постоянного воздействия сажи, насыщенной канцерогенными веществами.[27] На очистке дымоходов работали мальчики с 4-6 лет, и годам к двадцати они закономерно приобретали рак кожи и в особенности часто — рак мошонки. Открыл само явление канцерогенности знаменитый хирург Персиваль Потт, работавший в лондонской больнице Святого Варфоломея. В 1775 году он описал злокачественную опухоль, которую назвал «рак трубочиста». У самих трубочистов она называлась «сажевая бородавка». Вначале на коже мошонки возникает болезненная язва. Затем она прорастает в яичко, которое разбухает и твердеет. Опухоль быстро даёт метастазы в пах и брюшную полость, что приводит к мучительной смерти. Это открытие привело к принятию в 1788 году одного из первых законов по охране труда — запрет привлекать к очистке труб детей младше 8 лет. Борьба с «раком трубочиста» продолжалась весь XIX век.
- Работники прядильных фабрик страдали от множества различных профессиональных заболеваний. Высокая температура воздуха (20-26 °С), влажность 85 % и насыщенность воздуха пухом и пылью создавали отличные условия для распространения легочных заболеваний — биссиноза, бронхита, астмы, туберкулёза, а также кожных и глазных инфекций.[28]

### Рабочее законодательство
Рабочий вопрос остро звучал в Великобритании со второй половины XVIII века. Однако все принимаемые с того времени законы по охране труда были мало- и вовсе неэффективными по той причине, что в них отсутствовал механизм контроля государства за их исполнением. Лишь в 1833 году была учреждена должность королевского инспектора, имевшего право контролировать условия труда. Возраст, с которого дети могли начинать работать, был ограничен 13-ю годами; запрещалась ночная работа лиц моложе 18 лет; и рабочая неделя ограничивалась 48 часами. Недостатки первых законов попробовали учесть — теперь инспекторы имели существенные полномочия и имели право на полицейские меры в отношении нарушителей. Закон имел серьёзные недостатки, но его принятие стало большим шагом вперёд.
В новом законе 1864 года были установлены требования проветривать рабочие помещения, а в законе 1878 года — установить отсосы для удаления пыли от источников её образования. В законе 1901 года описывались не только требования, но и методы их выполнения. Также документ содержал требования, ограничивавшие воздействие на рабочих некоторых промышленных токсических веществ: первым вредным веществом, использование которого было запрещено, стал жёлтый (неочищенный белый) фосфор, вызывающий отравления и заболевания у работников.

## Женское здоровье

### Беременность и роды

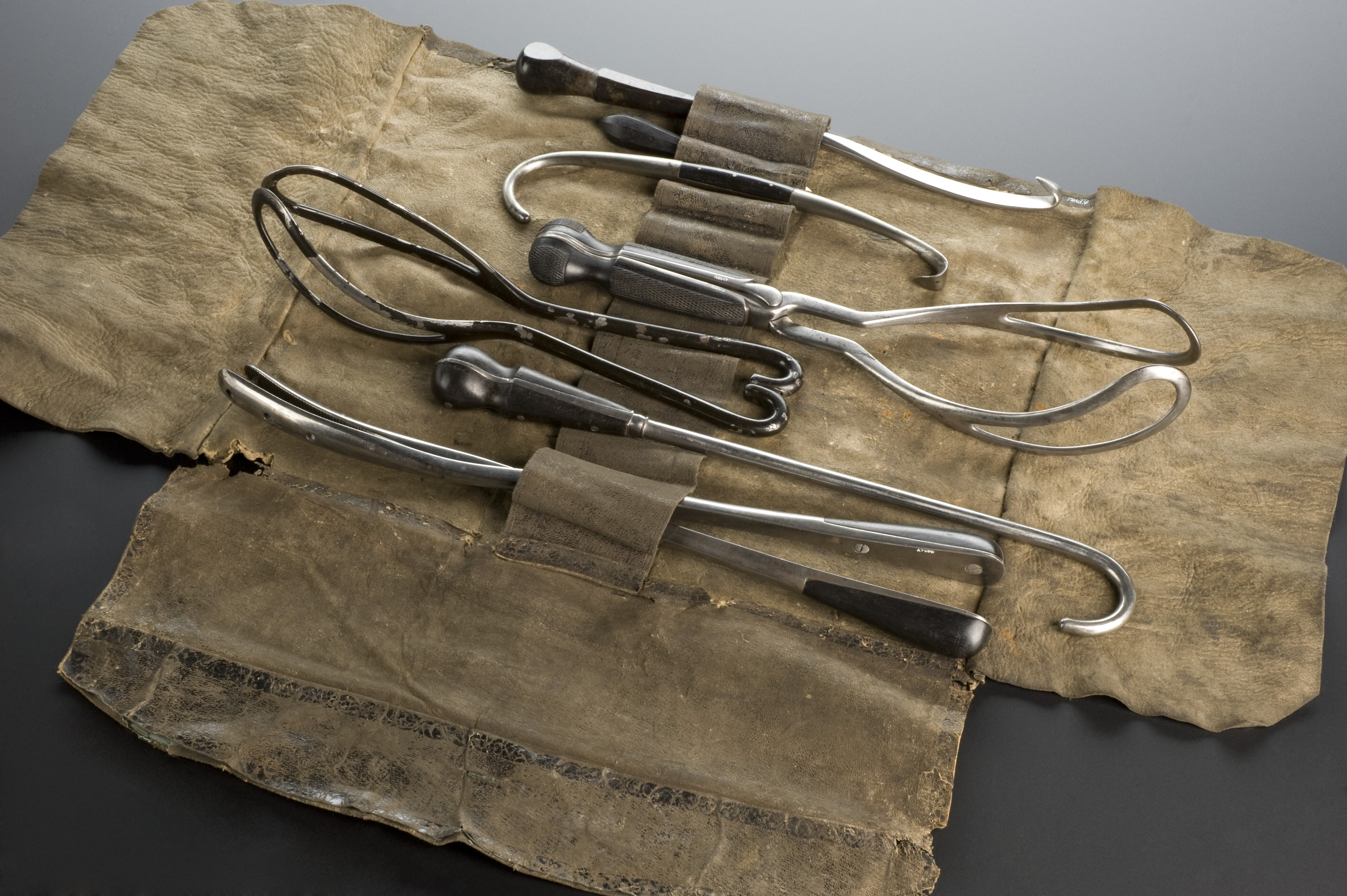
Набор акушерских инструментов. Великобритания, 1851—1900 гг.

Идеалом женщины в викторианскую эпоху считалась степенная хозяйка дома, а главным предназначением — рождение детей. Пример подавала сама королева Виктория, произведшая на свет девять детей. Хотя средняя рождаемость падала на протяжении всего XIX века — с 7 детей на семью в начале века до 5,42 в последней четверти — рождение десяти и более детей было совершенно нормальным явлением. Частые беременности, даже удачные, являются тяжелым испытанием для женщины, поскольку истощают организм и могут привести ко множеству проблем со здоровьем — начиная от разрушения зубов из-за нехватки кальция и заканчивая выпадением матки.
Кроме того, сам процесс родов был опасен — до 1860-х, когда Джозеф Листер открыл антисептику, женщин по всей Европе убивала загадочная болезнь — родильная горячка, распространявшаяся эпидемически в роддомах. Господствовавшая до второй половины XIX века миазматическая теория не могла объяснить природу родильной горячки, уносившей жизни миллионов женщин.
Показательна история венгерского врача И. Ф. Земмельвайса: в 1847 году он первым, на двадцать лет раньше Листера, предположил, что «родильную горячку» заносят роженицам врачи, принимающие роды сразу после анатомической практики в морге. Обязав весь персонал больницы дезинфицировать руки до и после каждой процедуры, Земмельвайс добился снижения смертности рожениц в семь раз. Однако открытие Земмельвайса вызвало резкую волну критики как против его открытия, так и против него самого — коллеги поднимали Земмельвейса на смех и даже травили его. Директор клиники, доктор Клейн, запретил Земмельвейсу публиковать статистику уменьшения смертности после внедрения стерилизации рук и изгнал его с работы.
До повсеместного внедрения антисептики, а затем асептики в больницах и роддомах, домашние роды были однозначно более безопасными для женщин, чем роды в стенах казённого помещения. Следует помнить, что в викторианскую эпоху представители среднего и высшего классов получали лечение на дому, а больницы и родильные отделения предназначались для низших слоев общества.

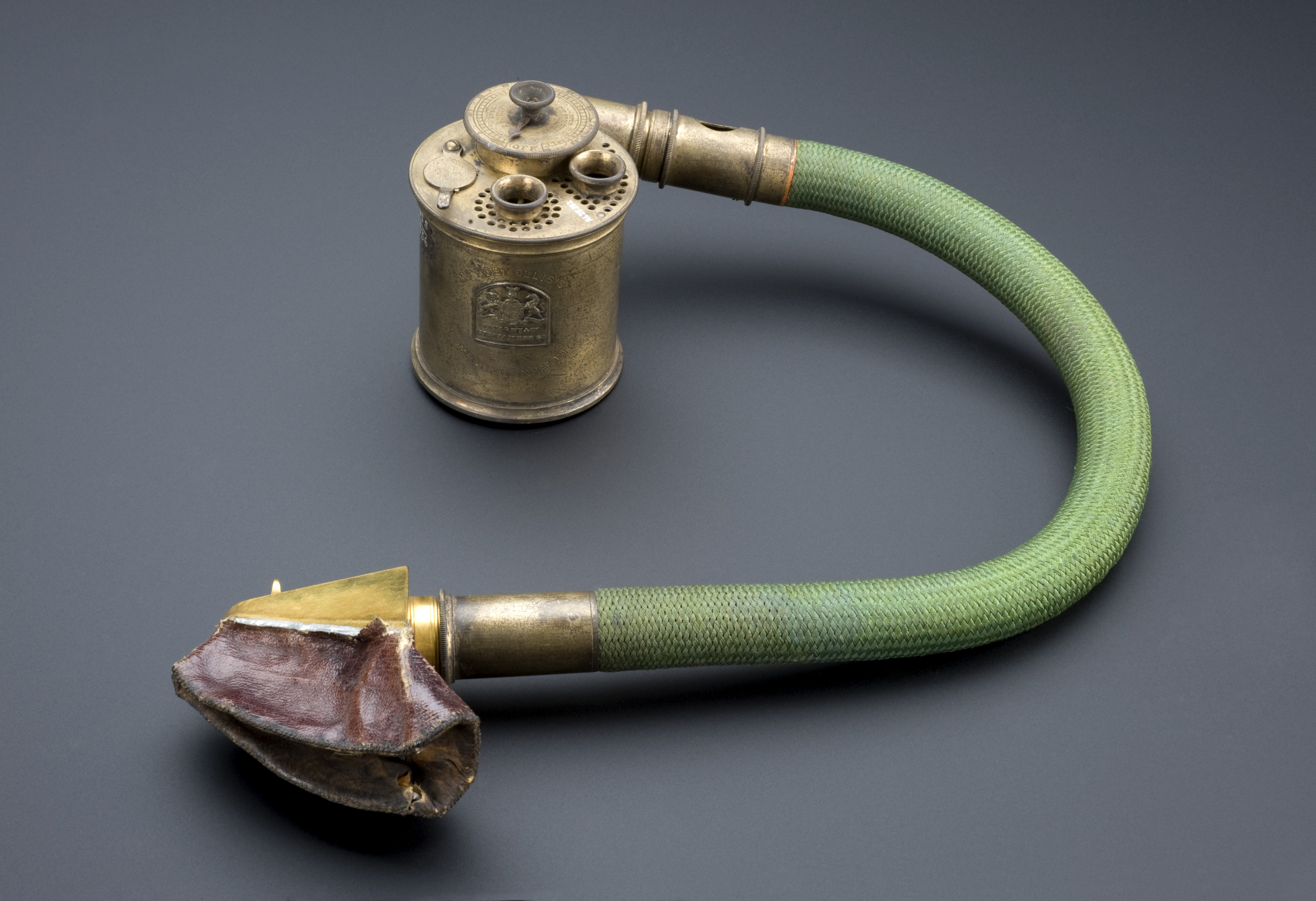
Ингалятор для анестезии хлороформом. Англия, 1866—1885 гг.

Одним из безусловно значимых достижений викторианской медицины является применение обезболивания при родах. Дискуссию о моральной допустимости такого метода, развернувшуюся между религиозными фанатиками, считавшими боль в родах частью «божьего замысла», и сторонниками обезболивания, прекратила в пользу последних сама королева Виктория. В 1853 году при появлении на свет восьмого ребёнка королевы, Леопольда, врач Джон Сноу применил хлороформ. Виктория, очень любившая своих детей, но плохо переносившая все, что связано с вынашиванием, родами и лактацией, была очень впечатлена чудесным средством и использовала его снова в 1857 году при рождении её девятого и последнего ребёнка, Беатрисы, а также советовала его другим.
Если тема беременности в обществе стыдливо обходилась стороной, то темы, связанные с контролем рождаемости, находились под строжайшим табу. Аборты были официально запрещены в Англии ещё в 1803 году, а в 1861 году «Закон о преступлениях против личности» ужесточил наказание — теперь аборт карался заключением от трёх лет до пожизненного, причем наказанию подвергались как женщина, так и лицо, выполнившее аборт. В 1877 году Анни Безант и Чарльз Брэдлоу (известные бунтари своей эпохи) были осуждены за публикацию пособия по контрацепции. Однако в том же году была сформирована Мальтузианская лига (по имени экономиста и священника Томаса Роберта Мальтуса). Согласно сформулированной Мальтусом теории, неконтролируемый рост населения вскоре должен привести к истощению средств существования и массовому голоду. Главную проблему и Мальтус, и его последователи видели в рабочем классе, представители которого, живя в нищете, неконтролируемо размножаются.
На фоне всеобщего замалчивания и отрицания проблем процветали подпольные аборты и разного рода шарлатанские или попросту смертельно опасные методы, обещавшие женщинам избавление от нежелательной беременности. Например, в 1890-е популярность завоевали «свинцовые пилюли» — они были малоэффективны как абортивные средства (иногда женщины выпивали несколько десятков пилюль безо всякого эффекта), зато ядовиты сами по себе и нередко приводили к тяжелому отравлению и даже смерти женщины.

### Корсеты

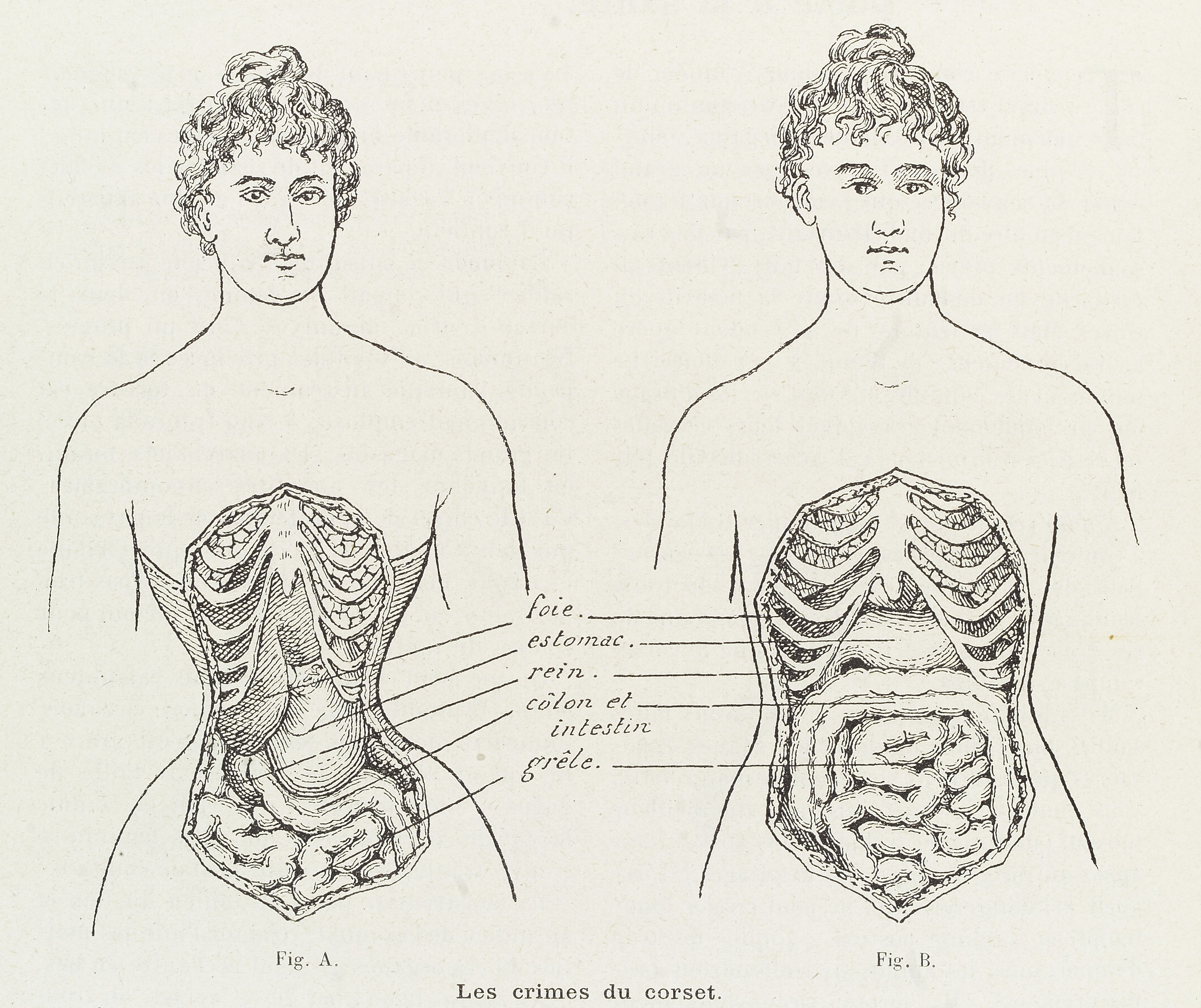
«Преступления корсета»: рисунок, демонстрирующий деформацию тела и внутренних органов женщины в результате ношения корсета.

Корсет являлся обязательным элементом женского костюма с XVIII до первый десятилетий XX века (за исключением эпохи ампирной моды около 1800—1820 гг). Любой корсет, особенно тугой шнуровки, стягивал грудь, сокращая объем легких и затрудняя дыхательную деятельность. Женщине в корсете приходилось полагаться на вспомогательные дыхательные мышцы, что вызывало поверхностное (ключичное или реберное) дыхание. Отсюда частые обмороки у девушек и женщин, случавшиеся от малейшего волнения или физической активности. Первой помощью при такого рода неприятностях было ослабить на человеке одежду и поднести духи или нюхательную соль.

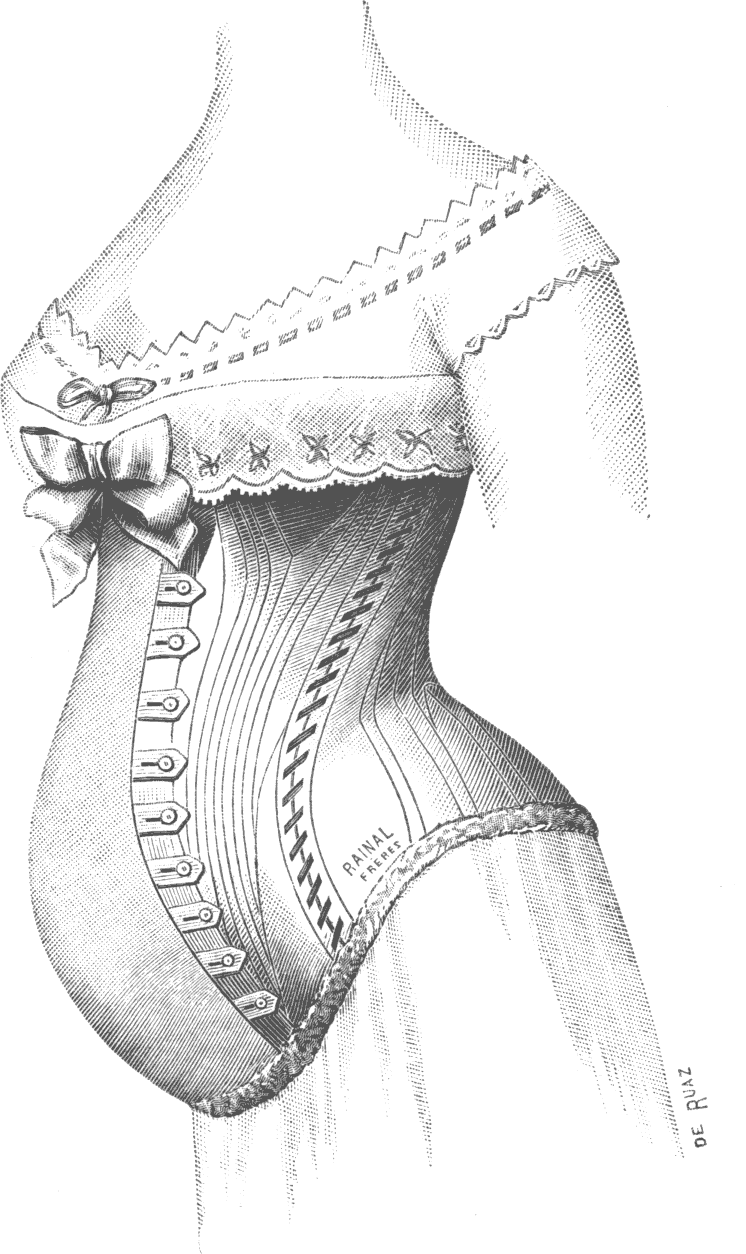
Корсет для беременных

Если корсет начинали носить в детском и подростковом возрасте, когда кости ещё податливы, он вызывал необратимые деформации ребер. Пережатые ребра становились хрупкими и могли сломаться и проткнуть легкие или печень. Кроме того, могли сломаться и вонзиться в тело жесткие пластинки самого корсета (в основном их делали из металла или китового уса).
Основная опасность была связана с репродуктивной системой — мода на ношение специальных «корсетов для беременных» (по своей конструкции мало отличавшихся от обычных), вопреки рекламе того времени, на практике часто приводила к выкидышам, тяжелым родам, а также инвалидности у детей.
Вред от ношения тугих корсетов был очевиден медикам уже тогда: викторианские врачи не уставали напоминать о нем женщинам на протяжении всей второй половины XIX века. Корсет называли виновником десятка болезней, от рака до искривления позвоночника, деформаций ребер и смещения внутренних органов, болезней дыхания и кровообращения, врождённых пороков, выкидышей и «женских недомоганий», а также медицинских травм, вроде переломов ребер и колотых ран. Об этом ежегодно писали в самом авторитетном британском медицинском издании 1860—1890-х — журнале Lancet («Ланцет»). Punch («Панч») высмеивал затягивание в карикатурах, а американский журнал Puck («Шалун») называл женщин мученицами моды и глупыми гусынями, которые прямиком спешат на тот свет.

### Истерия

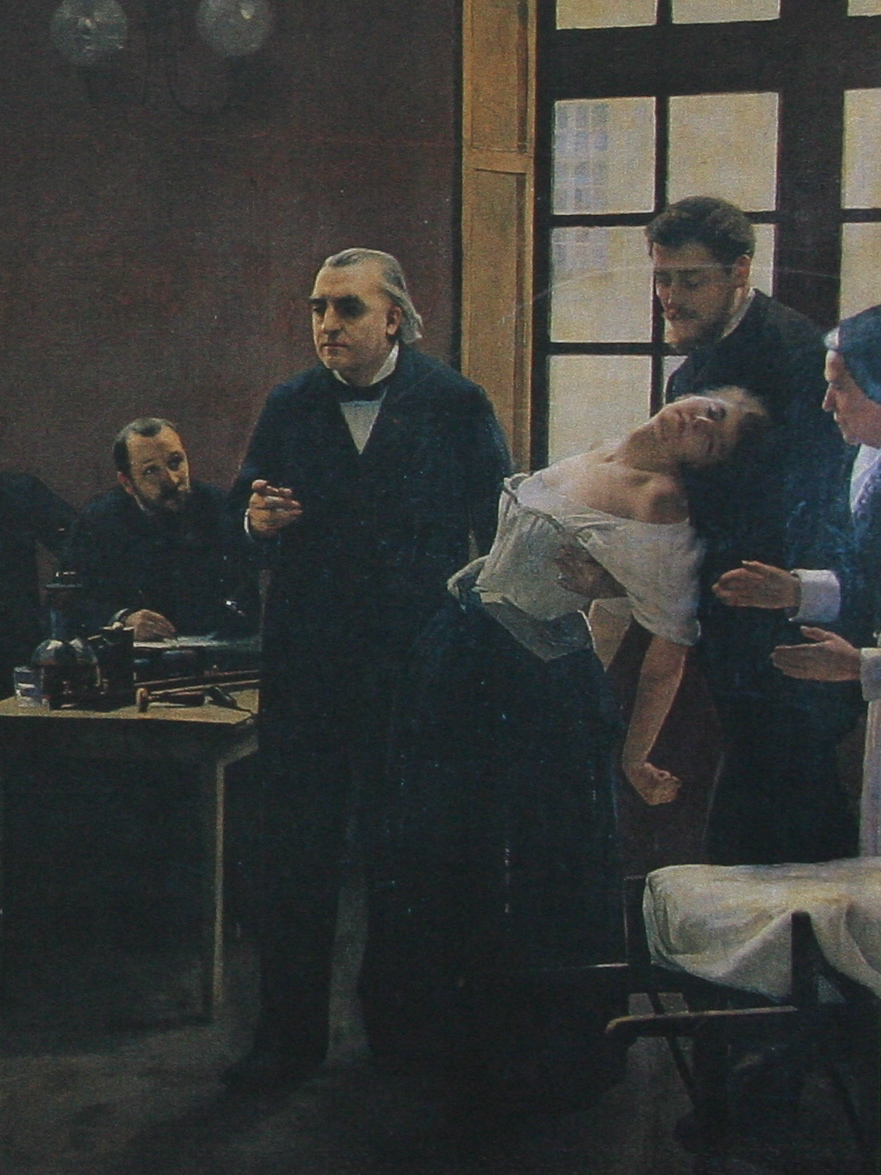
Профессор Жан-Мартен Шарко демонстрирует студентам женщину в истеричном припадке.

Медицина XIX века считала женщин более слабыми существами, чем мужчины, и в физическом, и в психологическом отношении. Одним из самых частых женских психиатрических диагнозов была истерия или «бешенство матки». Термин объединял различные поведенческие и личностные расстройства у женщин, от легких и, по сути, не выходящих за понятие нормы, до довольно серьезных. Среди наиболее распространённых симптомов истерии отмечались: слишком бурное выражение эмоций (смех, слезы), крики, судороги, припадки, потерю сознания и так далее. Со времен античности причиной женских поведенческих расстройств считалось блуждание матки по организму. С развитием анатомии стало очевидно, что матка никуда не перемещается, однако на смену «блуждающей матке» пришла теория о раздражении или воспалении этого органа, приводящим к перечисленным симптомам.
Диагноз истерия был невероятно популярен во второй половине XIX века, поскольку благодаря расплывчатости симптомов подходил практически для любого случая.
Для лечения истерии применялись следующие методы:
- Удаление матки. Поскольку причиной расстройства считались патологические изменения в матке, удаление «проблемного» органа было гарантированным избавлением от болезни.

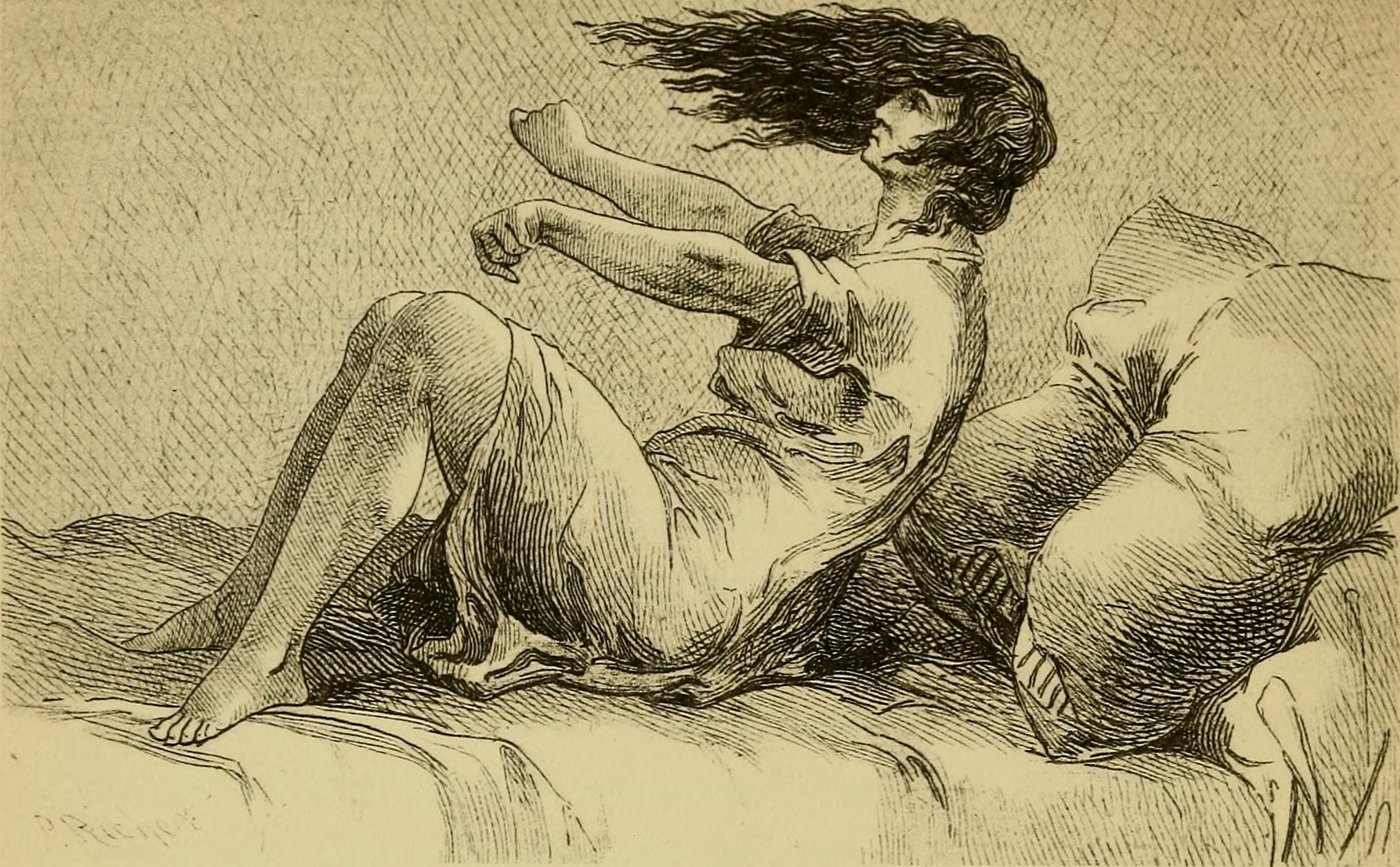
Иллюстрация из книги Hysteria And Certain Allied Conditions, 1897 год.

- Удаление клитора. Викторианская мораль и официальная медицина того времени считали мастурбацию порочной и вредной для здоровья привычкой. Некоторые врачи практиковали для лечения психических и поведенческих расстройств у женщин клитородектомию. Одним из первых этот метод начал использовать хирург Исаак Бейкер Браун, который в 1866 году издал книгу «Об исцелении некоторых форм безумия», в которой описал несколько десятков успешных операций по удалению клитора. Выход книги спровоцировал скандал в медицинском сообществе, коллеги назвали Брауна шарлатаном, он был с позором исключен из Медицинского общества и закончил жизнь в нищете, разглядывая банки с удаленными клиторами.
- Метод противораздражения. Считалось что боль, вызванная терапевтическим способом, может отвлечь пациентку от переживаний и снять истерическую симптоматику. Например, пациенткам сбривали волосы, кожу прижигали кислотой. Таким образом, организм отвлекался от существующей проблемы и концентрировался на новой.
- Лечение электричеством. Электричество было одним из новых открытий XIX века и быстро завоевало популярность и самое широкое применение, в том числе в медицине. Электричеству приписывались чудесные исцеляющие свойства; для лечения истерии применялись три вида электротерапии: фарадизация, или лечение с помощью переменного (т. н. фарадического) тока низкой (30-150 гц) частоты; гальванизация, то есть лечение постоянным током небольшой силы и напряжения; и наконец франклинизация, включавшая применение разрядов статического электричества. Лечение истерии путём водного массажа.

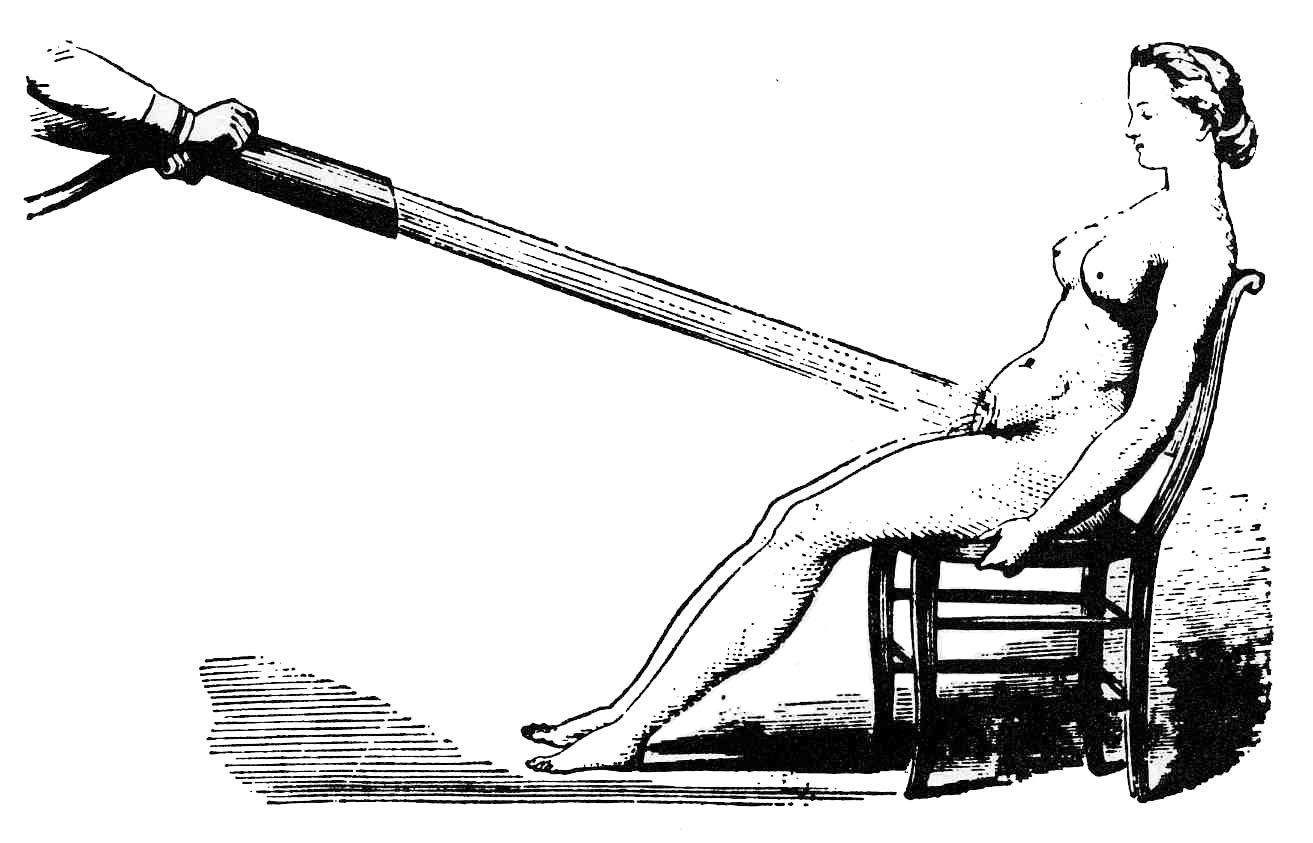
Лечение истерии путём водного массажа.

- Гипноз. Обрел популярность благодаря Жану Шарко, французскому врачу-психиатру, специалисту по неврологическим болезням и учителю Зигмунда Фрейда. Шарко считал, что гипноз включает в себя три стадии: летаргию, каталепсию и сомнамбулизм. Эти же явления в той же последовательности наблюдаются и при развитии симптомов истерии. По мнению Шарко, убеждение больного в возможности исцеления является залогом этого самого исцеления.
- Массаж половых органов. Самый популярный метод лечения истерии заключался в стимуляции половых органов женщины до достижения спазмов влагалищных мышц.[32] Первоначально массаж осуществлял непосредственно врач при помощи рук, но поскольку процедура была непростой и могла длиться до нескольких часов, вскоре появились различные приспособления для массажа половых органов. В 1882 году британский врач Джозеф Мортимер Грэнвилл (англ. Joseph Mortimer Granville) изобрел электрический вибратор, имевший первоначально вид стационарной установки, находившейся в кабинете врача.